# Askania-Haus
Das Askania-Haus, ein Bauensemble der ehemaligen Raspe- und Askania-Werke im Berliner Ortsteil Weißensee des Bezirks Pankow, bildet zusammen mit einer Mauer, einem Bunker und einem Wachturm ein Kulturdenkmal. Es wurde 1940 kurzfristig errichtet und nach dem Kriegsende 1945 mehrfach in andere Nutzungen überführt. Nach 1990 dienten große Teile des Komplexes als Rathaus und Künstlern und Handwerkern als Tätigkeitsort. Seit dem Jahr 2005 tritt das Ensemble als Kreativstadt Weißensee auf.

## Lage
Die Gesamtanlage der ehemaligen Fabriken befindet sich innerhalb des Straßenkarrees der Berliner Allee (westlich), der Liebermannstraße (südlich) und der Neumagener Straße (östlich). Die nördliche Begrenzung bilden andere ehemalige Industriebauten entlang der Gehringstraße bzw. ein Discounter.
Die Werke verfügten über einen eigenen Gleisanschluss der Industriebahn Tegel–Friedrichsfelde, der an wenigen Stellen noch im Herbst 2023 erkennbar ist.
Bis zur Umnummerierung bei der Umbenennung der Berliner Allee in Klement-Gottwald-Allee im Jahr 1956 hatte das Grundstück die Hausnummern 107–110.

## Geschichte

### Fabrik von Carl Raspe
Carl Raspe betrieb seit Ende des 19. Jahrhunderts eine chemische Fabrik in der Berliner Allee 111–115 (seit 1956: Nr. 262–270) in Weißensee. Seit Mitte der 1930er Jahre firmierte sie unter dem Namen Carl Otto Raspe & Co. Chemische Fabrik und Apparatebau.
Nach dem Abschluss eines Vertrages mit dem Reichskriegsministerium im Jahr 1939 über die Produktionserweiterung der als kriegswichtig eingestuften Raspeschen Fluginstrumente sollten diese in einem kompletten Neubau hergestellt werden. Für die Bauarbeiten erhielt Raspe einen Bankkredit und ein großes Nachbargrundstück nordöstlich der Kreuzung Berliner Allee/Liebermannstraße. Hier ließen die Gebrüder Hans und Carl Otto Raspe in den Jahren 1940/1941 nach Plänen des Architekten Richard Schubert kurzfristig folgende Bauten errichten:
- Repräsentatives Verwaltungsgebäude,
- Fabrikgebäude,
- Garagen, Heizhaus und eine
- Verladestation.

### Einzug der Askania-Werke
Die ebenfalls kriegswichtigen Produkte der in Berlin-Mariendorf (damaliger Bezirk Tempelhof) befindlichen Askania-Werke mussten nach alliierten Bombenangriffen Anfang 1943 schnell weiter hergestellt werden. Die Anlagen und Maschinen konnten in dem neuen Gebäudeensemble der Raspe-Werke in Weißensee untergebracht werden. Beide Firmen lieferten nun fast ausschließlich Instrumente, die in den deutschen Kampfflugzeugen eingebaut wurden.
Die einprägsamere Bezeichnung Askania-Haus (auch: Askaniahaus) bürgerte sich für den Baukomplex ein.

### Zwischen 1945 und 1953
Nach dem Ende des Zweiten Weltkriegs wurden alle Großunternehmen aus dem Bereich Kriegsproduktion in Berlin enteignet. Das Verwaltungsgebäude der Fabrik wurde ab Herbst 1945 zum neuen Rathaus des Stadtbezirks Weißensee.
Im August 1946 beanspruchte die sowjetische Besatzungsmacht den gesamten Komplex für ihre Zwecke. Die Sowjetische Aktiengesellschaft (SAG) hatte bis 1953 hier ihren Sitz.

### Stasi-Objekt bis 1989
Nach Übergabe des Baukomplexes an das Ministerium für Staatssicherheit im Jahr 1953 nutzten mehrere Volkspolizei-Dienststellen sowie die Hauptabteilung Personenschutz des MfS (Personalbestand: 3762 Mitarbeiter) die Einrichtung. Alle Fenster im Hochparterre wurden vergittert; nach 1990 entfernte man die Gitter wieder, die verputzten Löcher an den Faschen sind noch deutlich erkennbar.
Um das Jahr 1970 errichteten Bauarbeiter Ergänzungsbauten auf dem Gelände wie einen Wachturm und eine Sichtmauer aus Betonplatten. Mit dem Mauerfall im November 1989 endete die Nutzung des Komplexes durch DDR-Dienststellen.

### 1990–2000
Bereits am 3. Januar 1990 übernahmen Mitglieder des Runden Tisches den Gebäudekomplex. Nach der deutschen Wiedervereinigung, ab 2. November 1990 diente es dann wieder als Rathaus des Stadtbezirks Weißensee und als Finanzamt Pankow/Weißensee.

## Aktuelle Gebäudenutzung

### Kommunales
Mit der Berliner Verwaltungsreform 2001, bei der u. a. Weißensee als Ortsteil zum Bezirk Pankow kam, wurde aus dem Rathaus Weißensee das Bürgeramt Weißensee als Zweigstelle des Rathauses Pankow. Das Amt nutzt das Turmgebäude – als Sitz für den Pankower Jugendstadtrat/die Jugendstadträtin – und die Räumlichkeiten am ersten Treppenaufgang in der Liebermannstraße, der sich an die Turmseite anschließt.
Die Aufschrift Rathaus am Portal des Eckturmgebäudes verweist auf die kommunale Nutzung, der Schriftzug ist Bestandteil des Denkmalschutzes.
Ende 2005 war bis zum 5. Dezember im Foyer des Rathauses eine Ausstellung über die Geschichte des Rathauses zu sehen, über die Stefan Strauß am 24. November 2005 in der Berliner Zeitung berichtete.

### Kreativstadt Weißensee (ECC)
Der weit größere Teil des Gebäudes (West-, Süd- und Ostflügel) ist seit 2005 die Kreativstadt Weißensee, auch ECC – European Creative Center genannt. Am Haupteingang in der Neumagener Straße 23 weist ein Schild auf diese neue Nutzung hin.
Hier arbeiten durchschnittlich 400 Personen aus mehreren europäischen Ländern (Stand: Herbst 2023), die sich zum Ziel gesetzt haben, hier ein „Zentrum der Kunst und Kultur, der für den Stadtteil prägend und auch für ganz Berlin ein Anziehungspunkt ist“, zu entwickeln. Außer Arbeits- bzw. Studioräumen befinden sich hier eine Kantine, Theater-Probenräume, eine Kunsthalle (Toscana-Halle), das Künstlercafé Sartre. Zukünftig soll es öffentliche Kunstausstellungen, Messen, Konzerte, Filmveranstaltungen und andere Events geben, auch an der Entwicklung eines Museums für moderne zeitgenössische junge Kunst wird gearbeitet.
Alle Nutzer sind wirtschaftlich eigenständig. Im Folgenden ist eine Auswahl der Mieter/Nutzer (Stand: Spätherbst 2023) aufgelistet:
- RAWlight, Verleihfirma für Beleuchtungseqipment für verschiedene Anlässe, v. a. für Foto- und Video-Shots, Neumagener Straße 21[14]
- The famous golden watch, audiovisuelles Recording Studio[15].
- Mauerfall-Kollektiv, Neumagener Straße 23[16]
- Kamorka-Workshop, ein Design-Möbelgeschäft (Nr. 29)
- Kunstgalerie Stefanie Schneider (Nr. 27)[17]
- ECC-Bistro (Nr. 29)
- Atelier Solveig Lausch (Nr. 29)
- eine Druckerei (in Haus B2)
- Kunstverlag U. Rauppach
- Büro von Junge Humanist_innen Berlin
- Schauspielschule Art of Acting
- Studio Parkaue, Junges Staatstheater Berlin
- ein japanischer Tee-Laden (Matcha Shop) (Nr. 31)

und weitere.
Gemäß den sichtbaren Elementen wie Infotafeln, Briefkästen, Klingelschildern u. ä. sind mehr als 40 Gewerbeanbieter ansässig. Genutzt werden Räume vom Keller bis zum Dach. Ein eigenes Immobilienunternehmen kümmert sich um die Vermarktung und Instandhaltung bzw. den weiteren denkmalgerechten Ausbau.

## Architektur

### Überblick
Im Wesentlichen handelt es sich um Bauten im Kubismus- bzw. Heimatschutzstil ohne viele Schmuckdetails. Die Ergänzungen in der DDR-Zeit wurden stilistisch nicht angepasst, es sind einfache Rechteckgebäude und meist grau verputzt.
In den 2020er Jahren wurden folgende logistischen Unterscheidungen begonnen:
- Haus A = Turmhaus (Berliner Allee 254–258)
- Häuser B1–B3 = Südflügel (Liebermannstraße 45/47 und Neumagener Straße 23–29)
- Häuser C1–C2 (auch: Haus 3) = Ostflügel Neumagener Straße
- Hofbauten (Neumagener Straße 31 und 33)

### Verwaltungsgebäude außen
Das Verwaltungsgebäude ist ein viergeschossiges Bauwerk, dessen oberste Etage leicht zurückspringt. Im Grundriss weist es eine U-Form auf mit einem Schenkel von ca. 90 m Länge an der Berliner Allee (Westflügel), dem längsten Schenkel von ca. 260 m Länge an der Liebermannstraße (Südflügel) und einem kurzen Schenkel von 40 m Länge an der Neumagener Straße (Ostflügel). West- und Südflügel bilden in ihrem Kreuzungsbereich ein siebengeschossiges Eckgebäude, das einen quadratischen Grundriss von etwa 25 m Seitenlänge aufweist. Die sechste Etage ist etwas zurückspringend und verfügt über einen offenen Aussichtsumgang.
Das Hauptportal im Turmunterbau wird von je zwei mit Klinkern angedeuteten rechteckigen Säulen flankiert, zu ihm führen drei Stufen hinauf. (Ein barrierefreier Zugang wurde von der Hofseite im Haus B1 eingerichtet.) Die Tür ist zweiflügelig und metallbeschlagen; die Türflügel sind mit Quadraten verziert. Über dem Haupteingang wurde zwischen den zwei mittleren Säulen auf Stahldrähten der Schriftzug Rathaus in vergoldeten Majuskeln angebracht.
Im Umfeld des Bauensembles entstanden vor den Fassaden gleichzeitig kleine rechteckige Grünflächen durch Umgrenzung mit Backsteinen. Zwischen diesen Hochbeeten, in denen Laubbäume wachsen, laden Sitzbänke zum Verweilen. Auch die Straßenfläche vor der Ecke des Turmes ist mit Klinkern und Backsteinen abgesetzt.
Alle Bauten sind mit Backsteinen errichtet worden und teilweise mit Klinkern verkleidet. Zurückhaltender Bauschmuck entsteht durch das Spiel mit Ton-in-Ton ausgeführten nicht waagerecht eingebauten Steinen: Kreuzbänder, Flächenornamente zwischen den Fensterreihen, senkrechte Fensterbänder und Traufbänder.
Das gesamte Dachgeschoss ist voll ausgebaut und in Räume untergliedert, die durch Gauben mit Fenstern Tageslicht erhalten. Ein leicht geneigtes Satteldach mit glasierten Dachziegeln schließt das Bauwerk ab.

Außenarchitektur
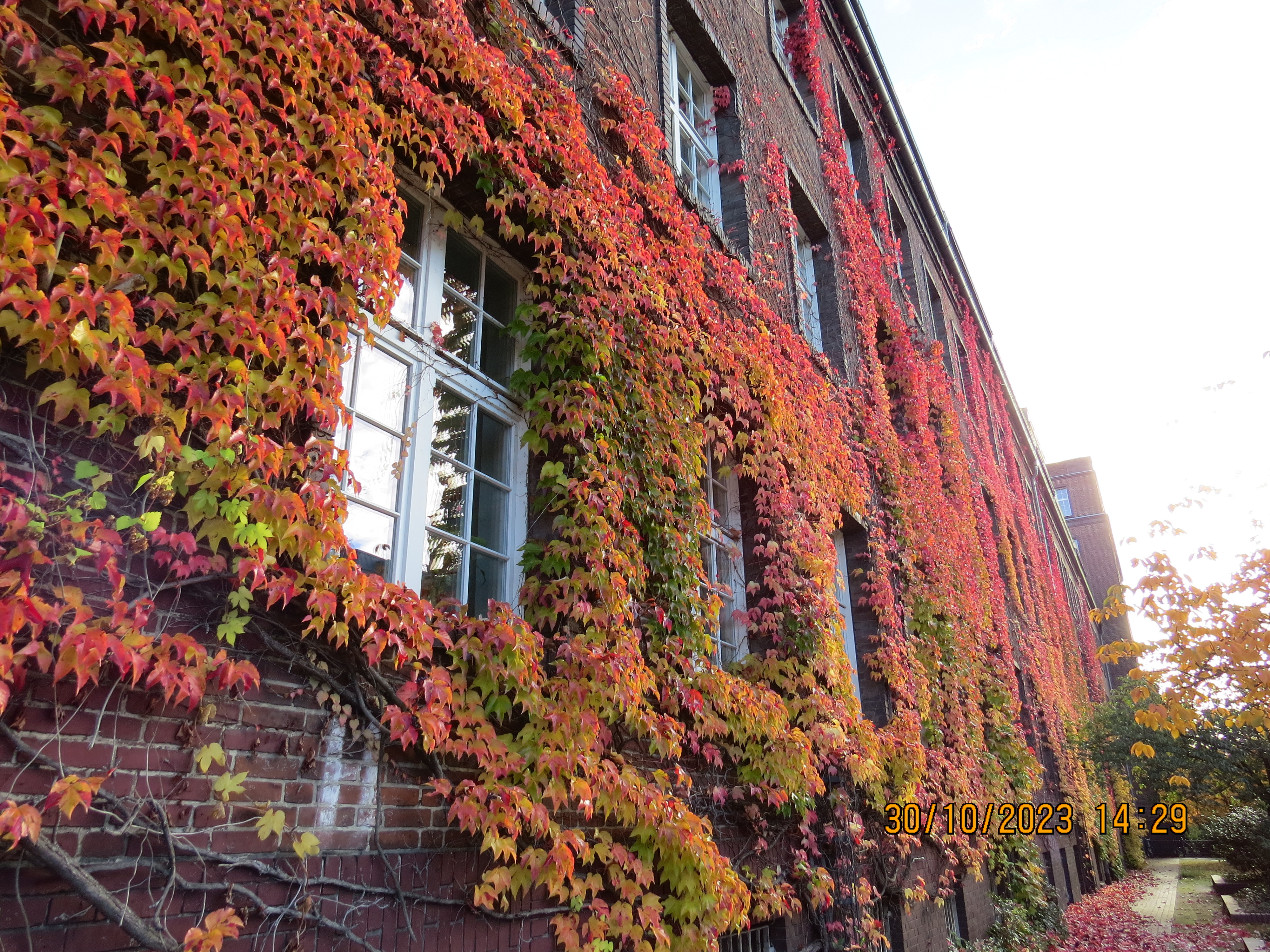
Flügel entlang der Berliner Allee
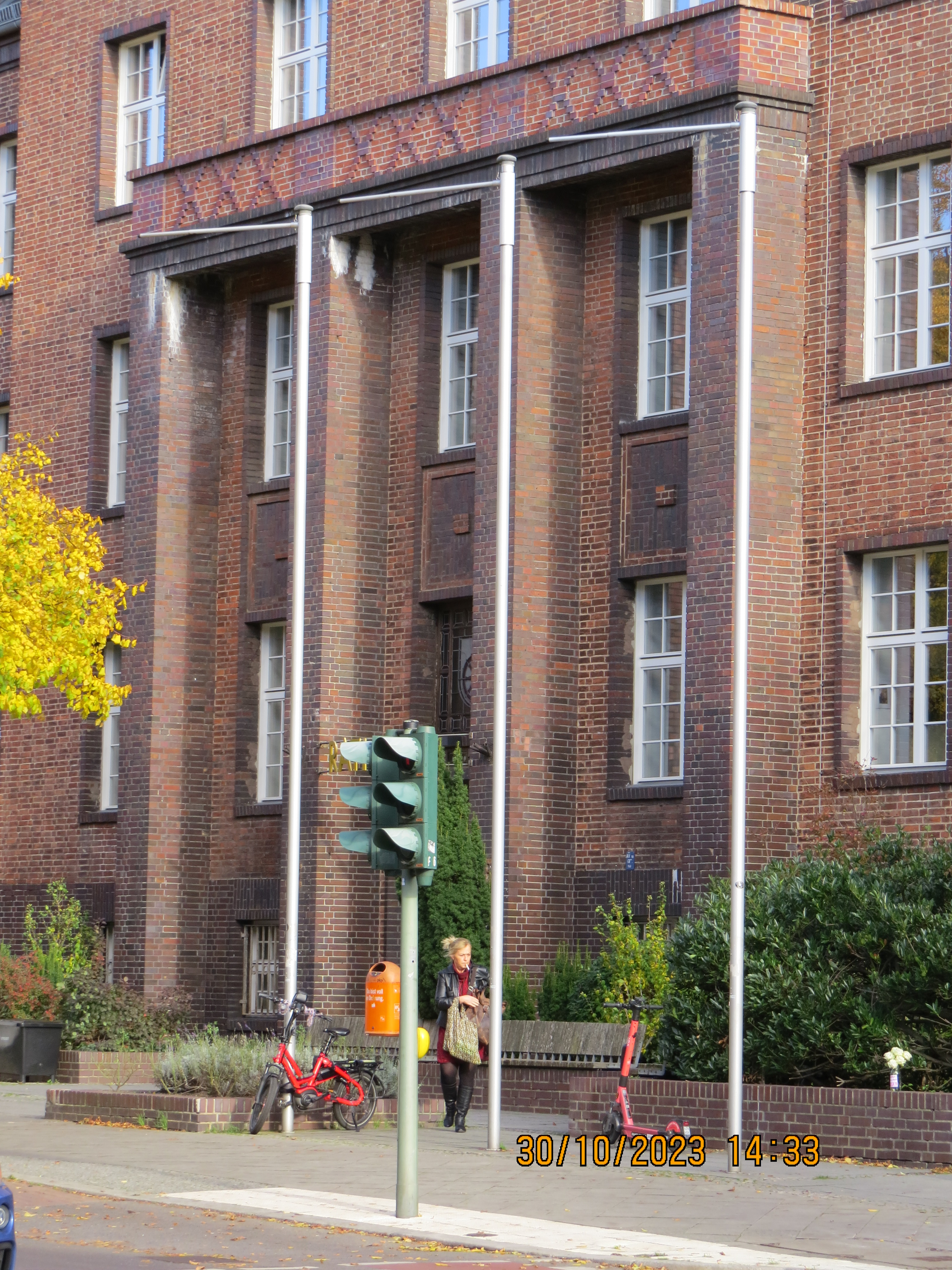
Haupteingang komplett
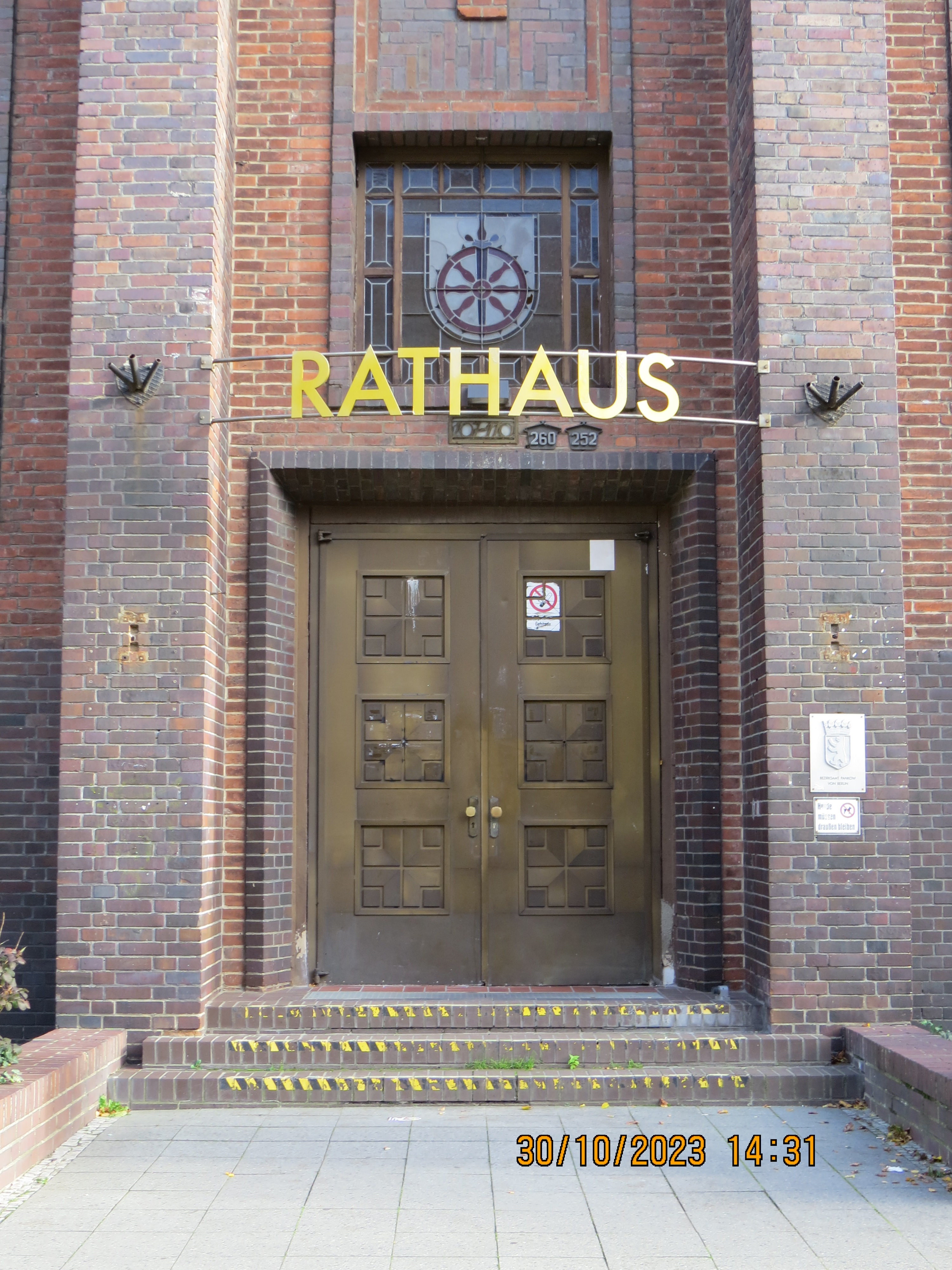
Haupteingang – nur Türbereich
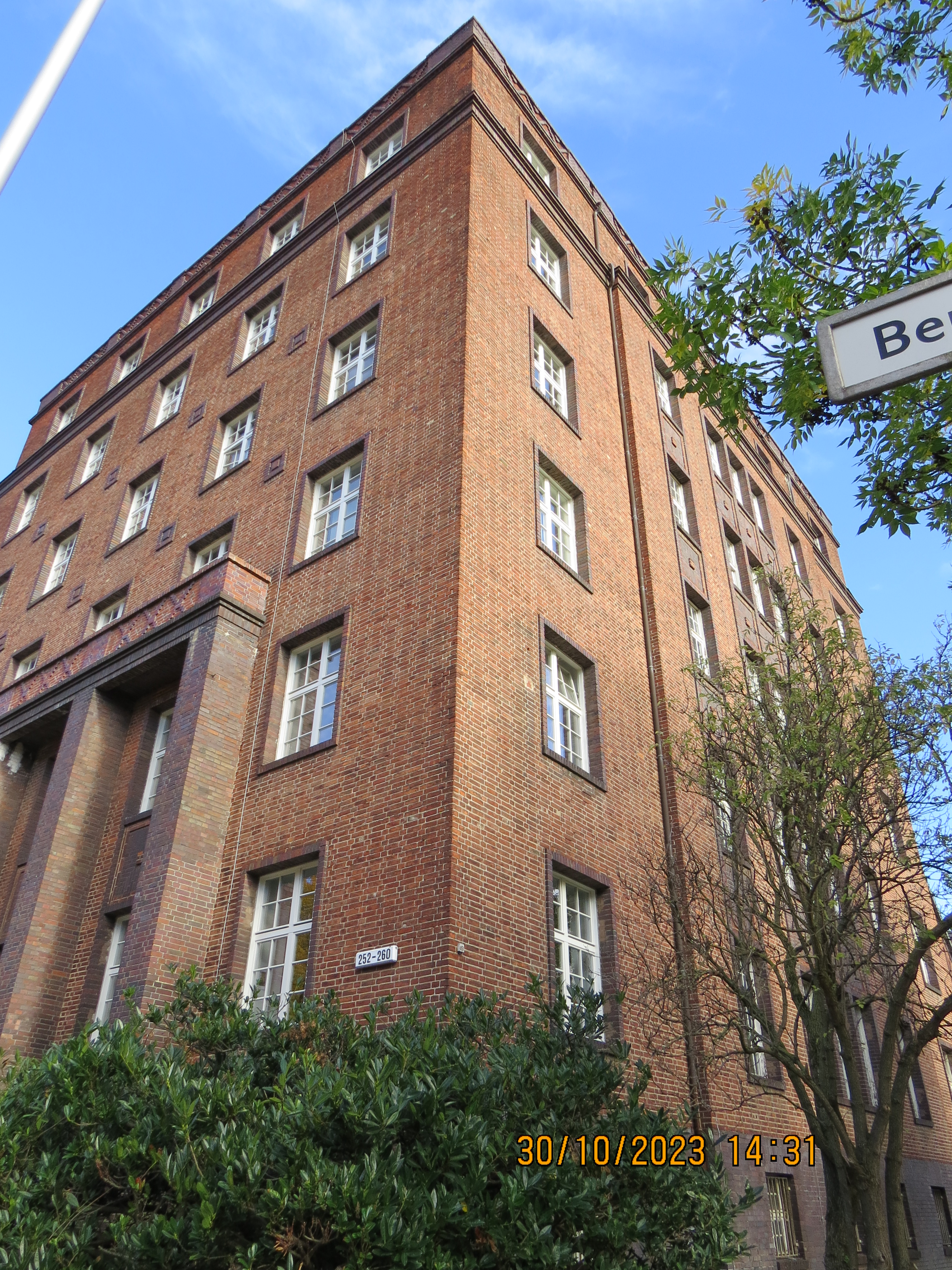
Details des Turmes
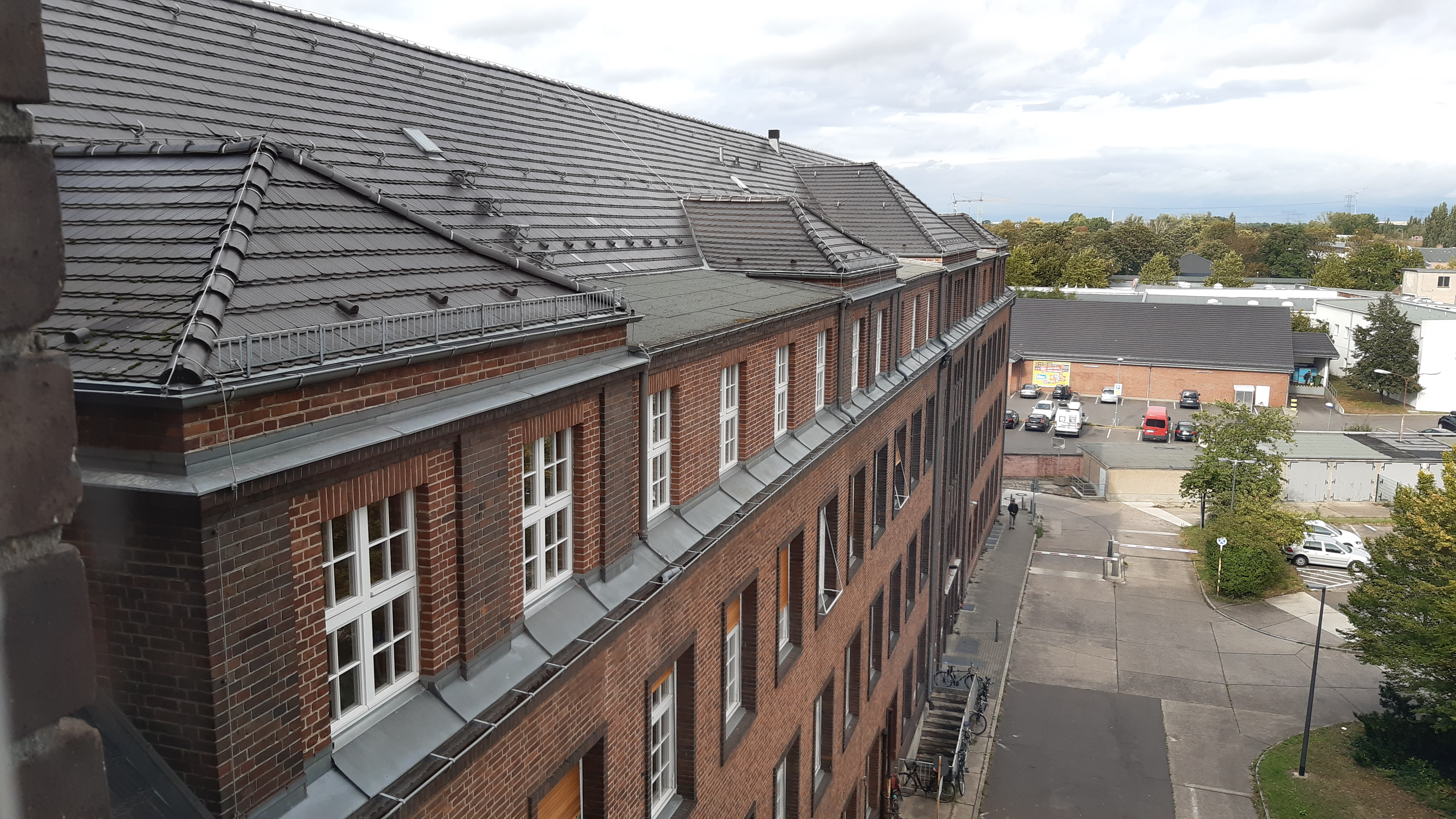
Blick in den Hof, Rückseite des Westflügels
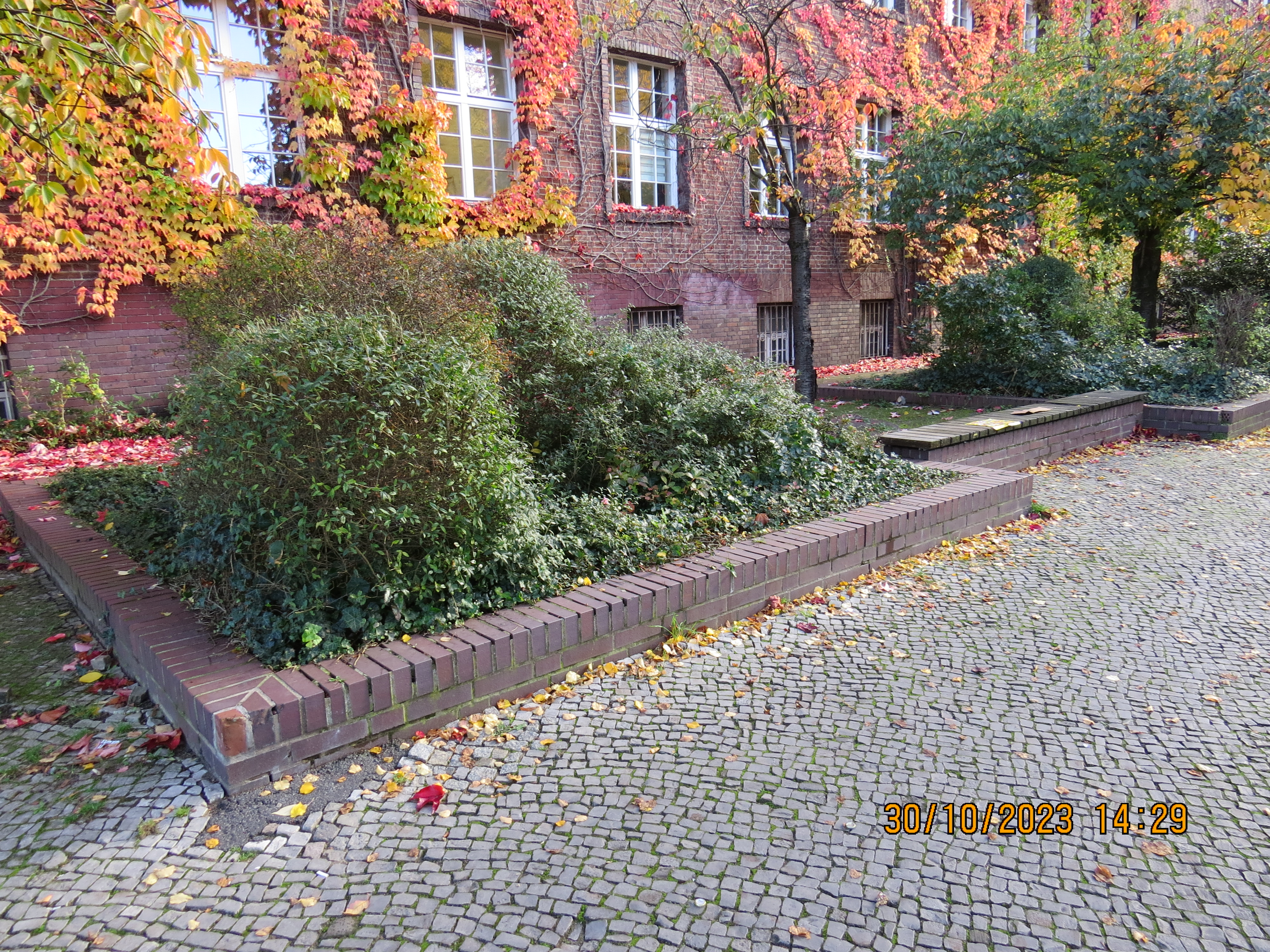
Hochbeete vor dem Gebäudeflügel Berliner Allee

### Verwaltungsgebäude innen
Die Besucher betreten über den Haupteingang an der Berliner Allee eine kleine innere Treppe und gelangen in ein großzügig ausgelegtes Foyer, das sich galerieartig über zwei Stockwerke erstreckt.
Über der inneren Eingangstür wurde ein Fenster mit dem in den 1950er Jahren gültigen Weißenseer Wappen (symbolisches Richtrad) versehen. Die Wände im Foyer und in den Gängen sind durchgehend getäfelt.
Im Turmgebäude ist ein Fahrstuhl installiert, aber es gibt auch ein großzügiges Treppenhaus. In dem Südflügel, der aktuell vom Bezirksamt Pankow genutzt wird, befindet sich ein weiterer, ebenerdig erreichbarer Personenaufzug.

Innenarchitektur und Ausstattung
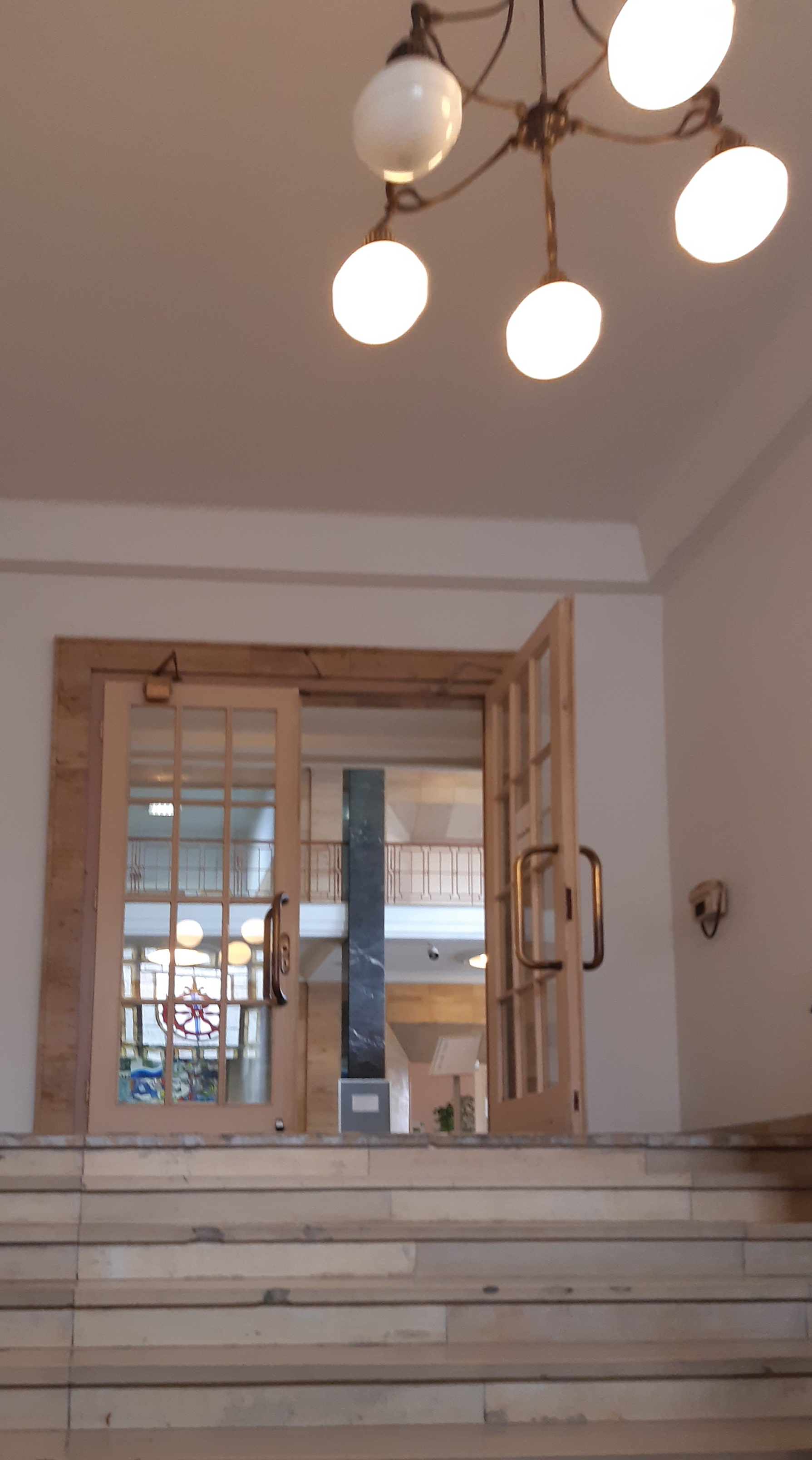
Zwischeneingang
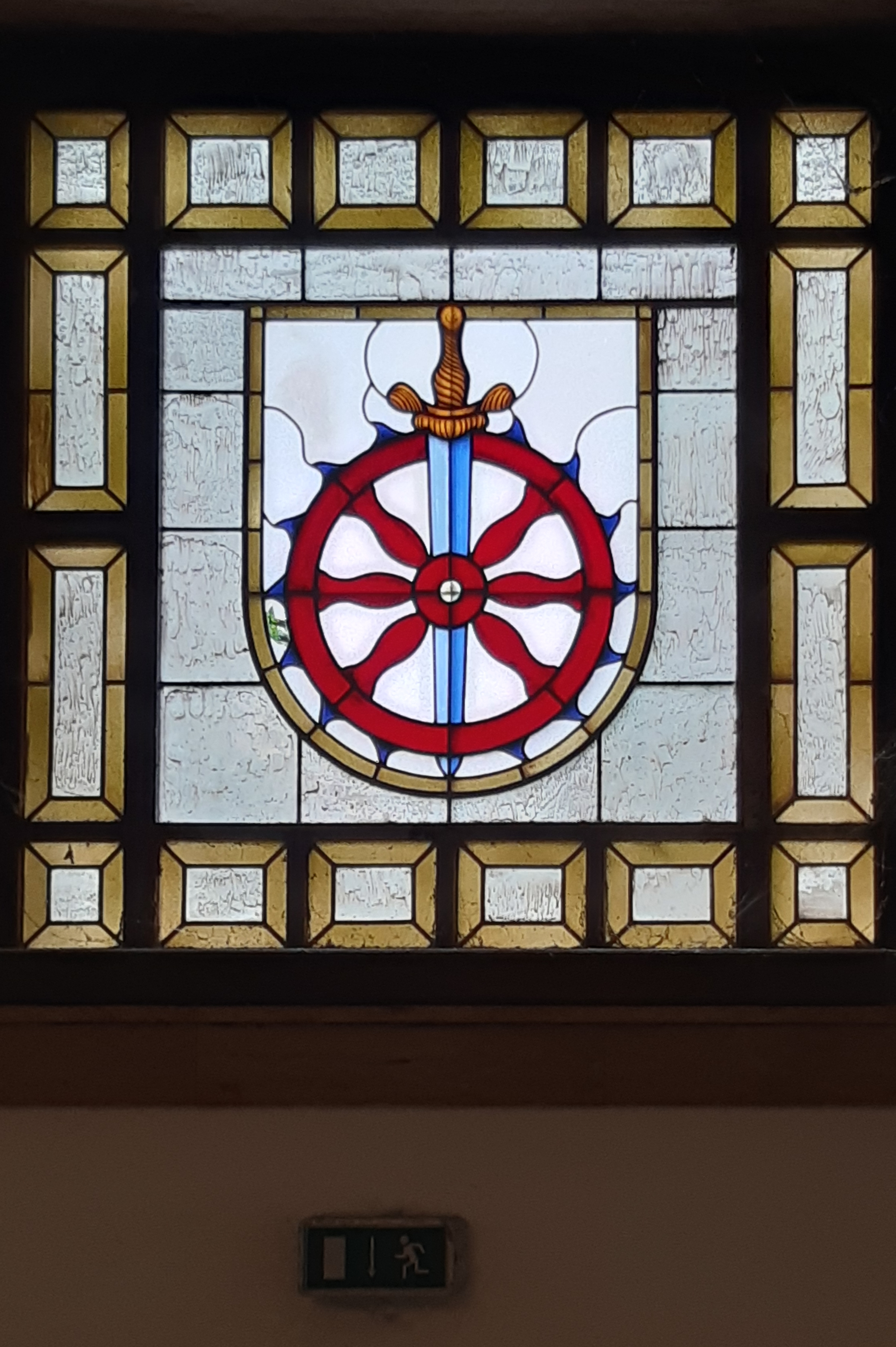
Ehemaliges Weißenseer Wappen
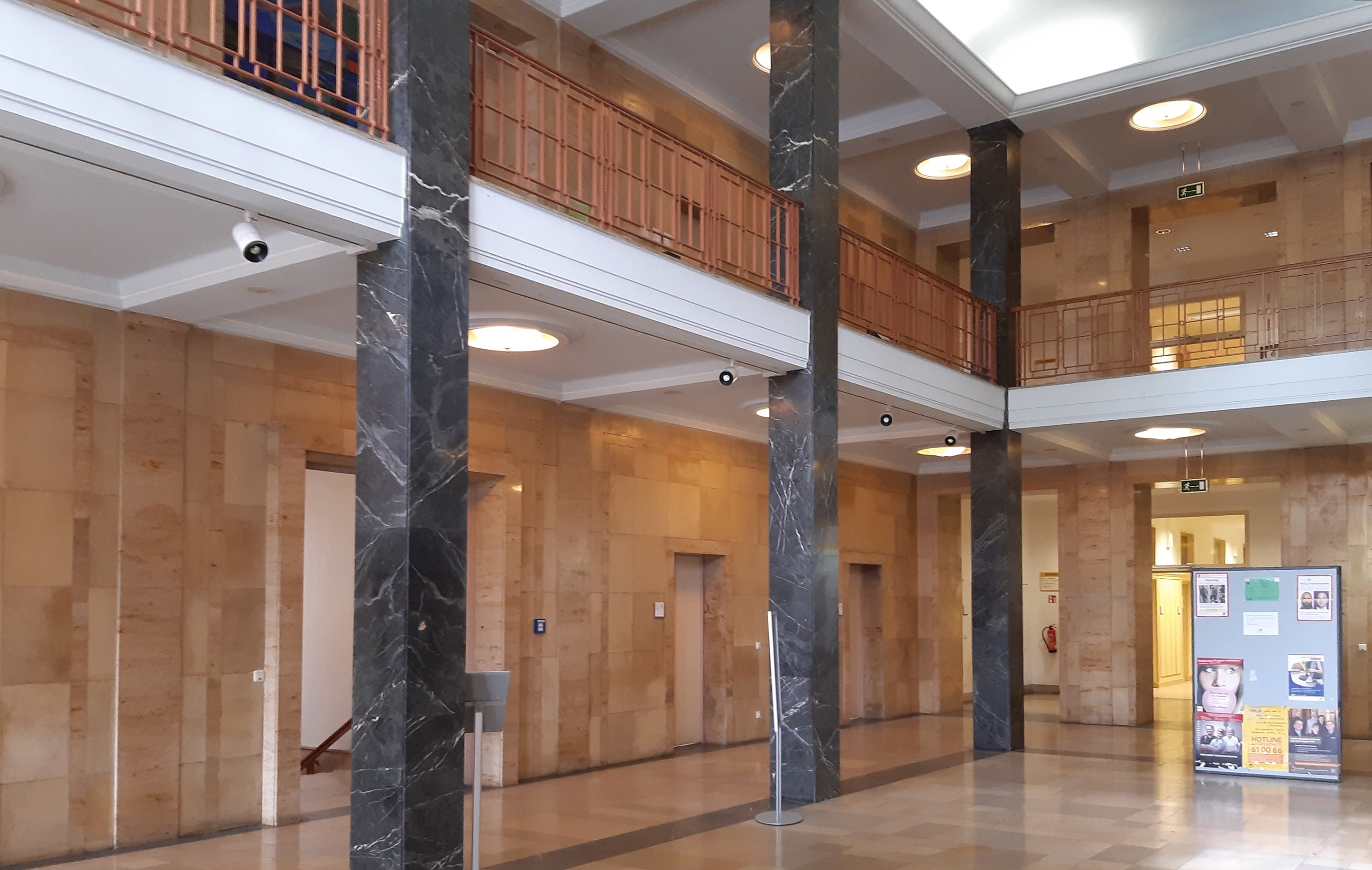
Foyer
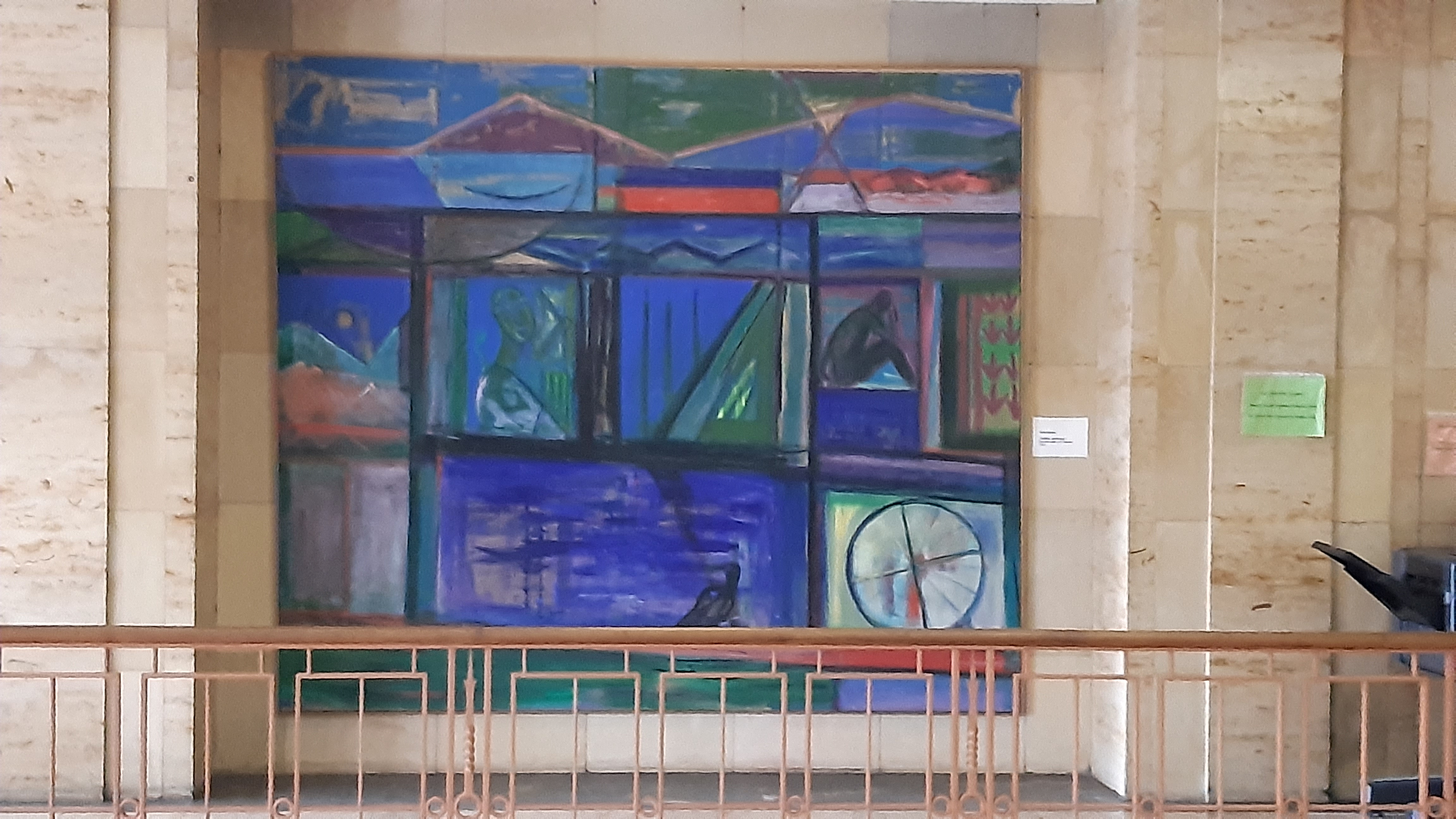
Beispielarbeit der hier bereits tätigen Künstler, 2020

### Fabrik- und Zweckbauten
Hierzu wird der gesamte Süd- und Ostflügel gezählt, der auf der Straßenseite keinen Eingang hat. Dafür fallen auf dieser Seite verschieden hohe Fenster auf, die im Hochparterre mit Schmuckgittern versehen wurden.
Auf der Hofseite wurden dagegen drei gleichartige Zugangsbereiche modelliert, zu erkennen an den dreiachsigen Risaliten mit rechteckigen Ornamenten an den Zwischengeschossen.

Fabrikbauten
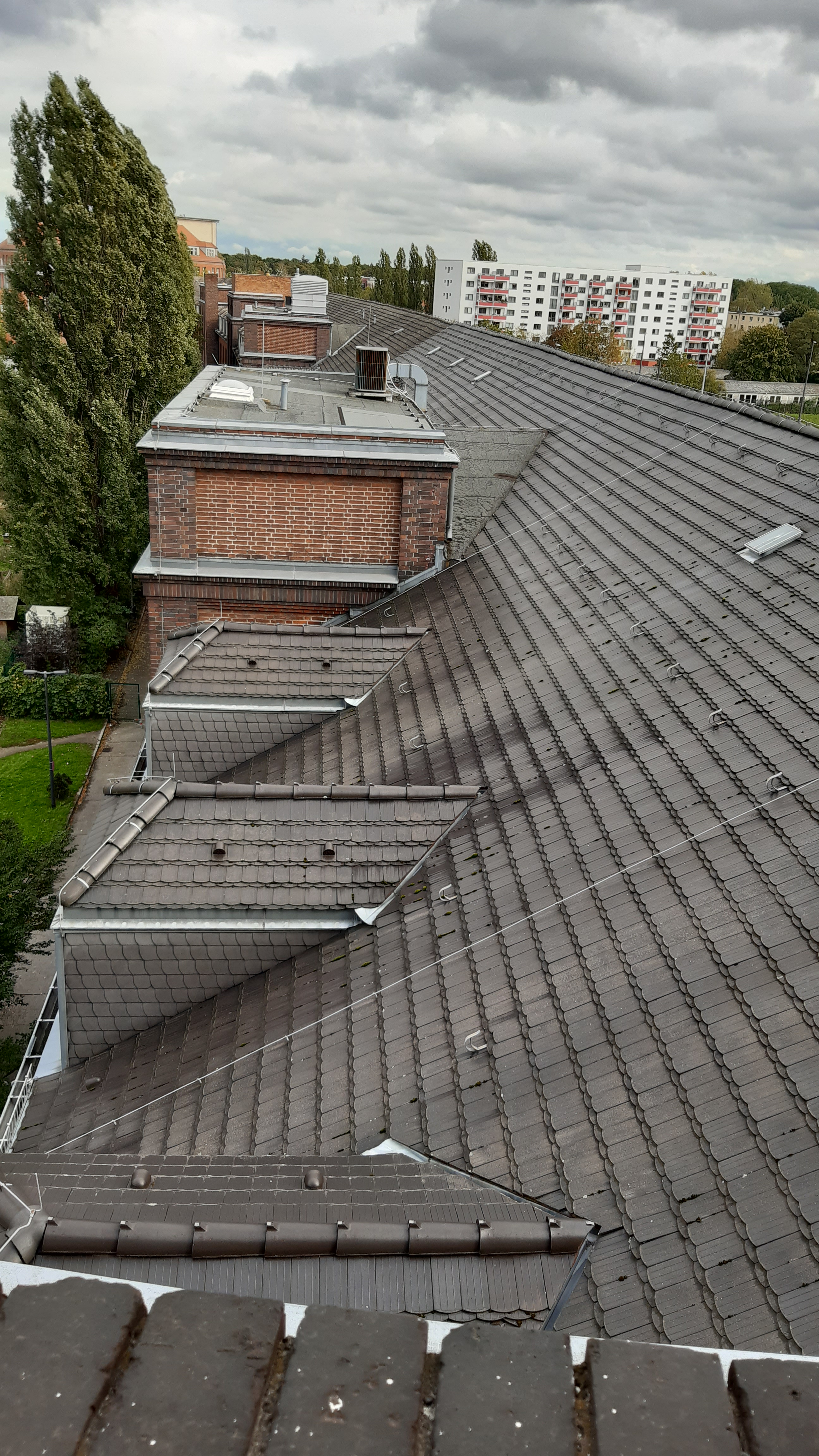
Dach des Liebermann-Flügels
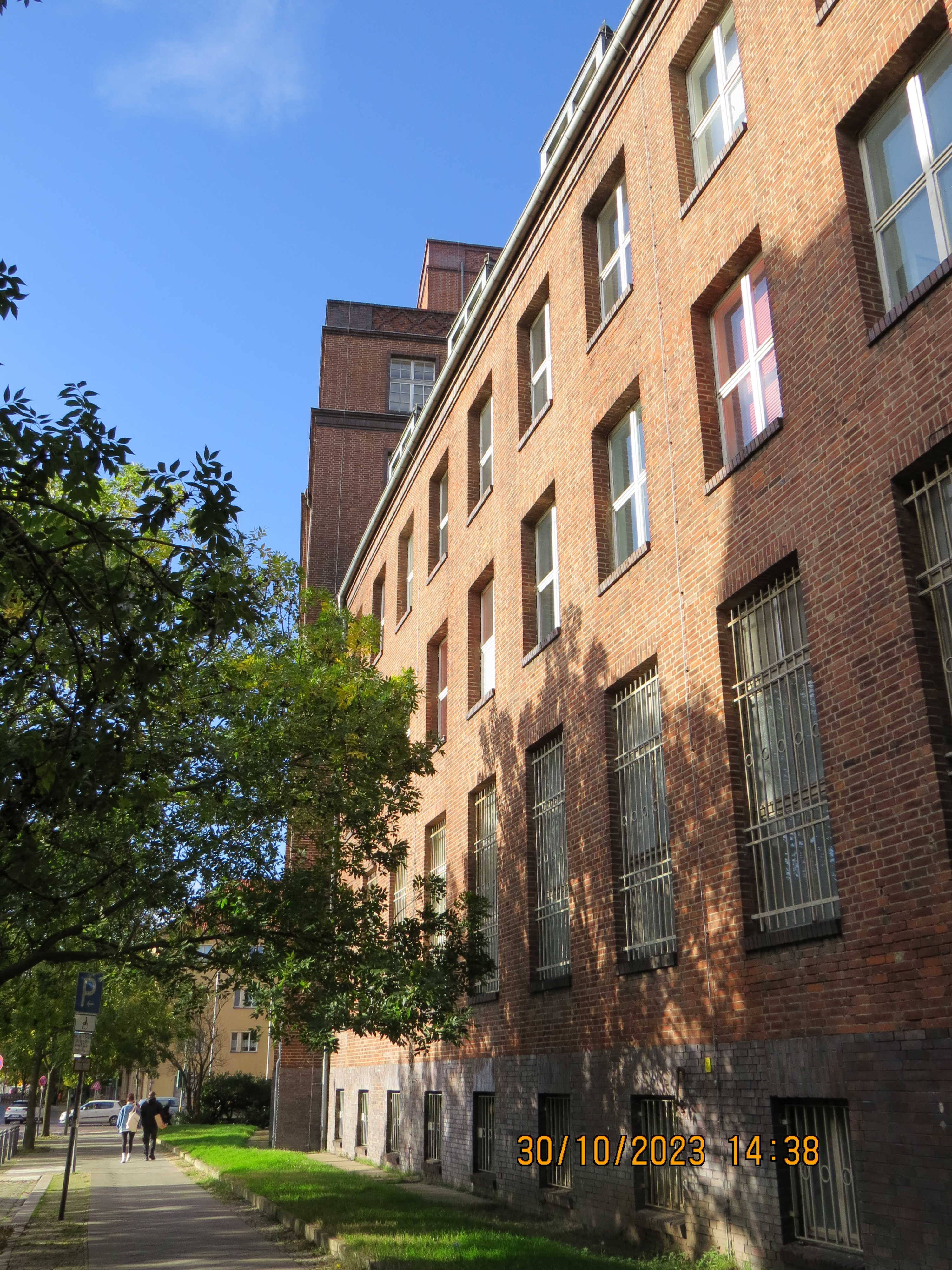
Straßenseitige Fassade des Südflügels
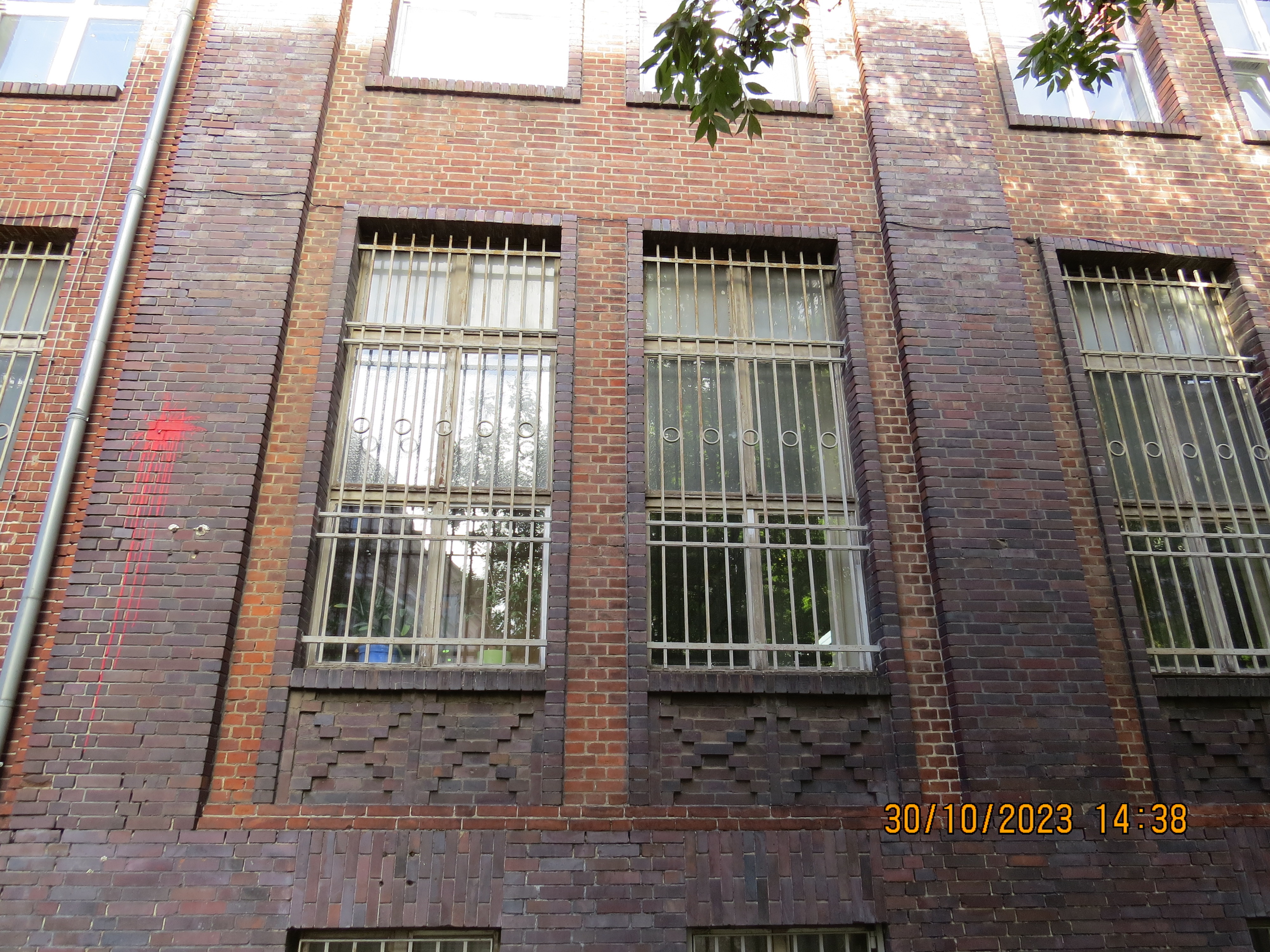
Fensterdetails Liebermannstraße
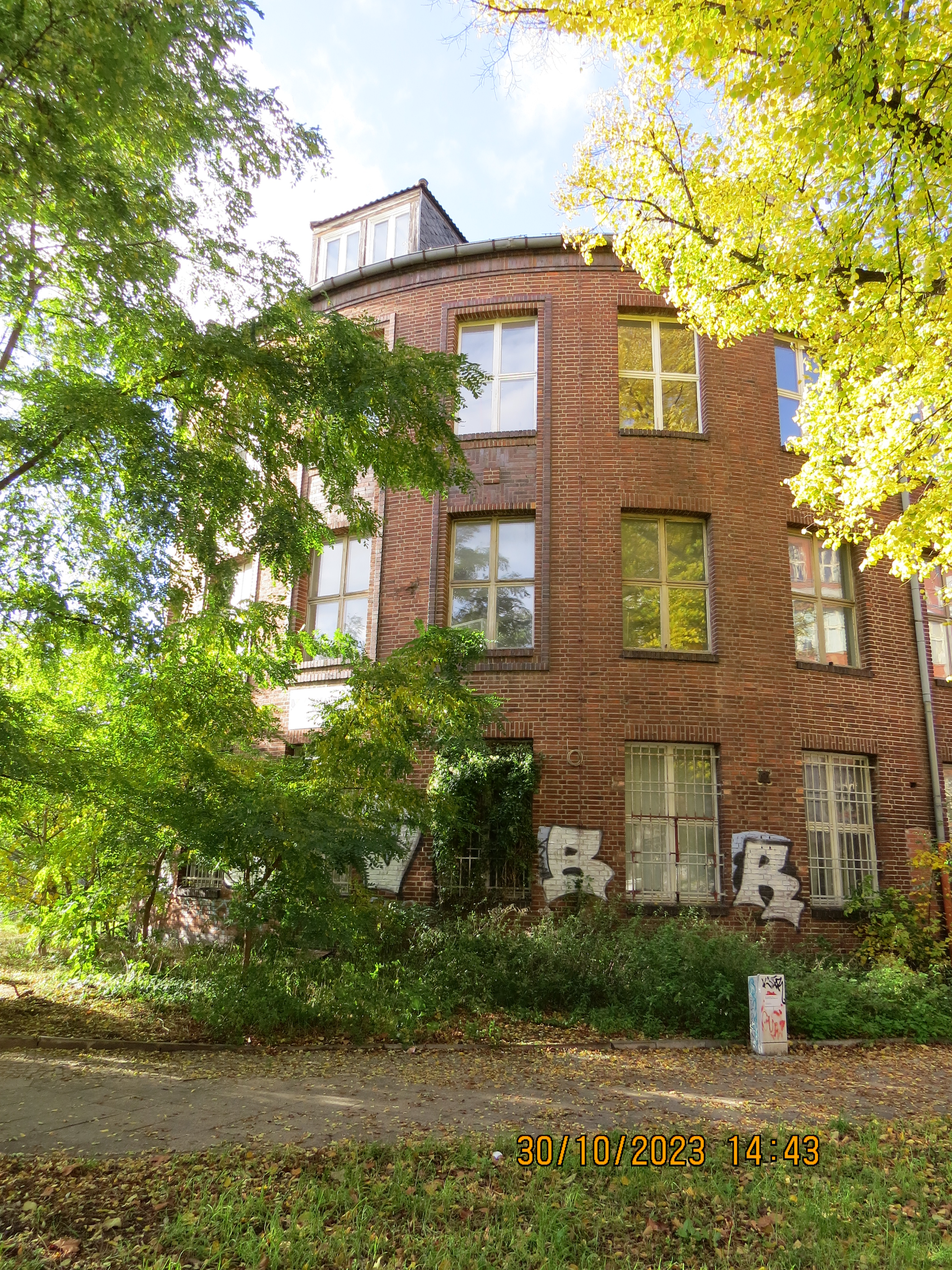
Abgerundetes Eckteil als Verbindung zwischen Süd- und Ostflügel
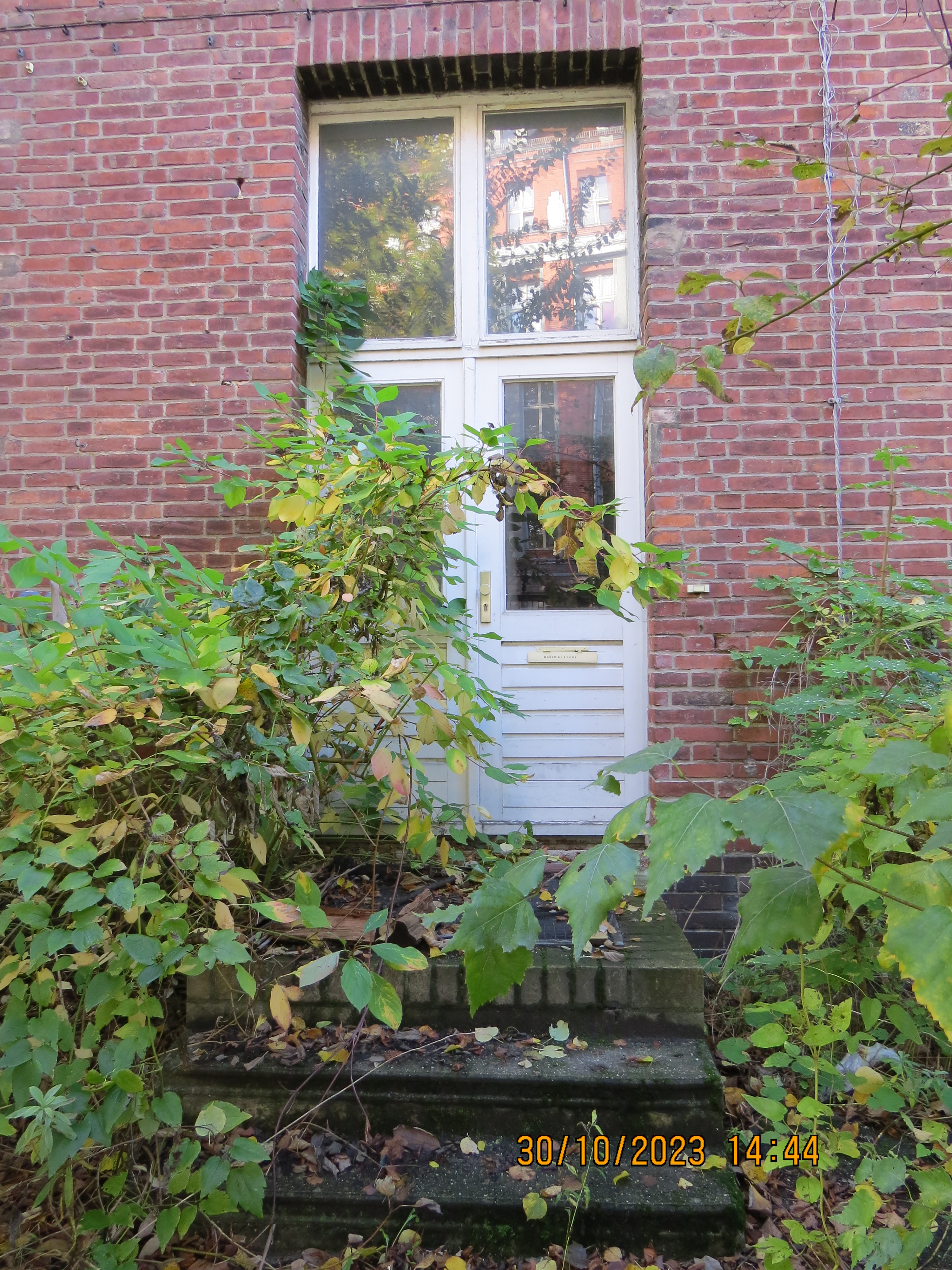
Versteckte Eingangstür an der Neumagener Straße, Originalzustand
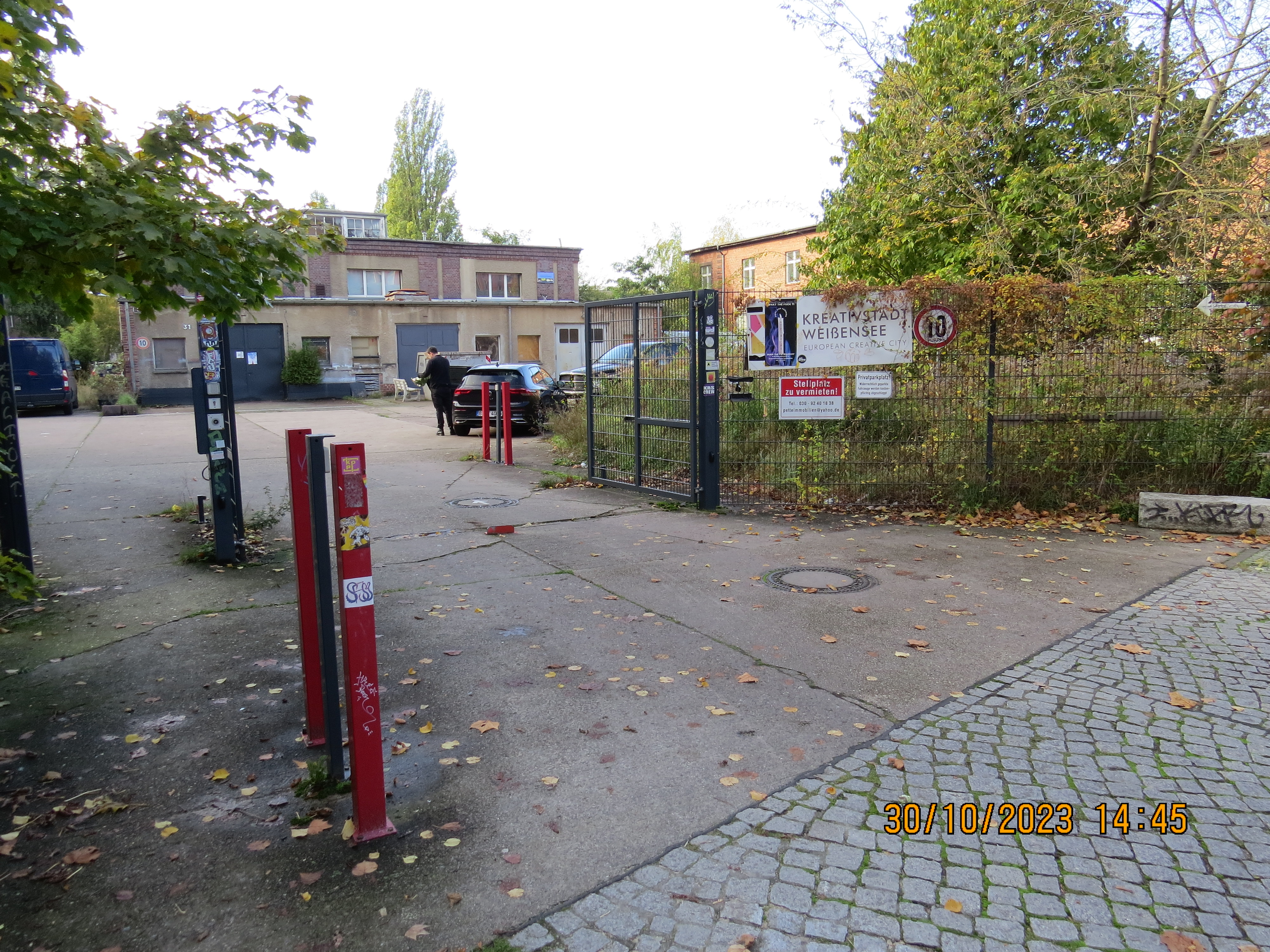
Einfahrtsbereich Neumagener Straße
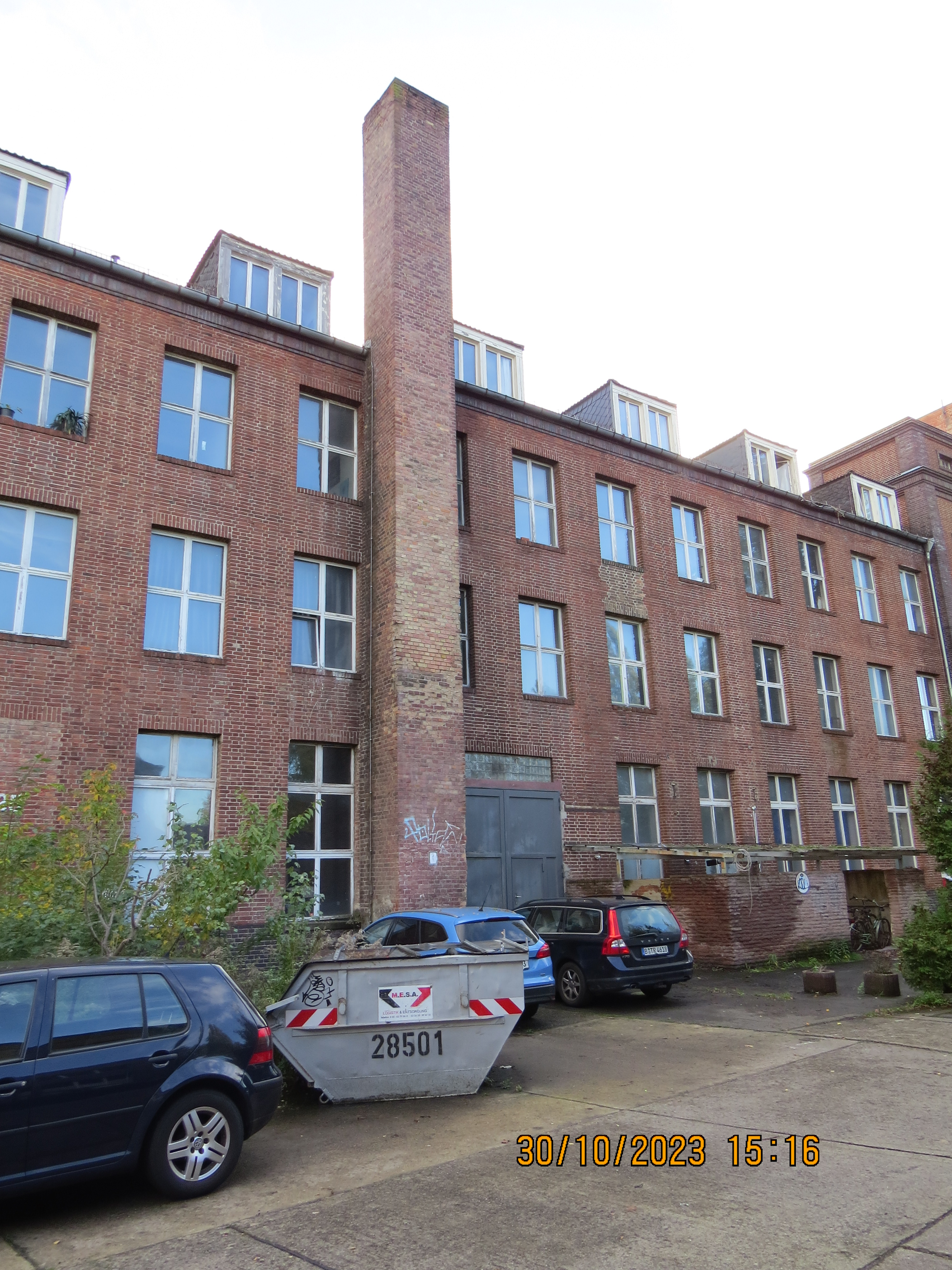
Schornstein an der Hofseite des Südflügels
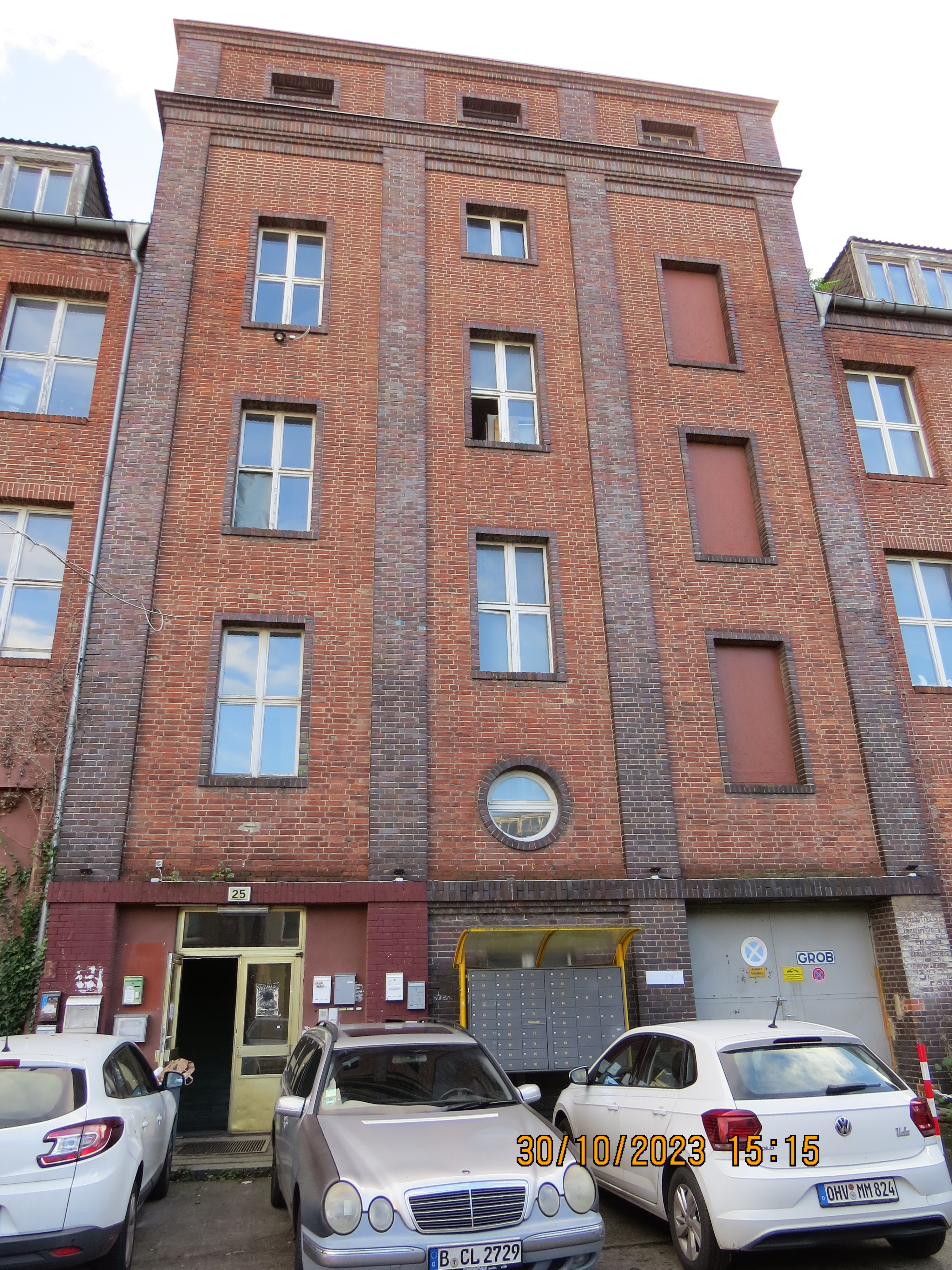
Einer von drei Treppentürmen

### Bebauung auf dem Gelände
- Hierzu gehört das ehemalige Heizhaus mit Garage (22 m breit und rund 37 m lang)[19]. Die Garage besitzt vier einzeln anfahrbare Abstellräume, in denen die gepanzerten Limousinen der Personenschützer standen. Wahrscheinlich in den 1970er Jahren wurde dieses Bauwerk auf der Ost- und auf der Westseite vergrößert, so dass einerseits noch weitere Garagenräume und andererseits wohl eine Schießübungsanlage entstanden.
- Die historische Verladestation für den Transport der Produkte per Schiene, ein zweigeschossiger 12-achsiger Backsteinbau in den Maßen 62 m lang und 27 m breit[19], gehört ebenfalls dazu. Von der Fabrikseite aus gibt es acht mit hohen Toren verschließbare Zufahrten zu dem Gebäude. Auf der Rückseite ist die Rampe erhalten, die ein gläsernes Wetterschutzdach trug und über mehrere Zugänge verfügte. Der frühere Zweck lässt sich neben der eigentlichen Rampe noch an einem Prellbock und an einem kurzen Schienenstrang erkennen (siehe Fotos).
- Eine Backsteinmauer nach Norden und ein daran etwa im Jahr 1970 errichteter Wachturm sind weitere Hofbauten. Der Turm ist ein achteckiges Bauwerk auf einem runden Betonständer, Typbezeichnung BT 6 Postenturm mit einer eisernen Steigleiter im Inneren.[8]

Westlich vom Verladegebäude sind auf dem Boden die Umrisse eines Bunkers zu erkennen, der nach verschiedenen Quellen als Munitionslager diente. Auf der östlichen Giebelseite sind drei Kellerfensterbereiche zu sehen, hinter denen sich (wohl) die Waffenkammer des MfS und ein Zugang zum Munitionsbunker (Geheimtunnel) befanden.
Zwischen dem Westflügel des Fabrikteils und der Verladestation bzw. dem Bunker stehen auf dem Hofgelände noch drei große verglaste Hallen mit ihren Längsseiten nebeneinander, die mit halbrunden Dächern überwölbt sind. Es findet sich vor Ort und auf Stadtplänen kein Hinweis, was diese darstellen und ob sie vielleicht gar nicht zur Hofbebauung der Werke gehörten. – Auf einer ziemlich großen Fläche südlich vor dem Hallenkomplex im Hofbereich, etwa 4200 m² groß, wurde eine vielseitige Erholungsoase angelegt: zwei über eine Brücke verbundene künstlich angelegte Teiche, Spiel- und Sportmöglichkeiten sowie Sitz- und Grillecken – und es gibt eine kleine Fasanenvoliere.

Ausgewählte Elemente auf dem Gelände
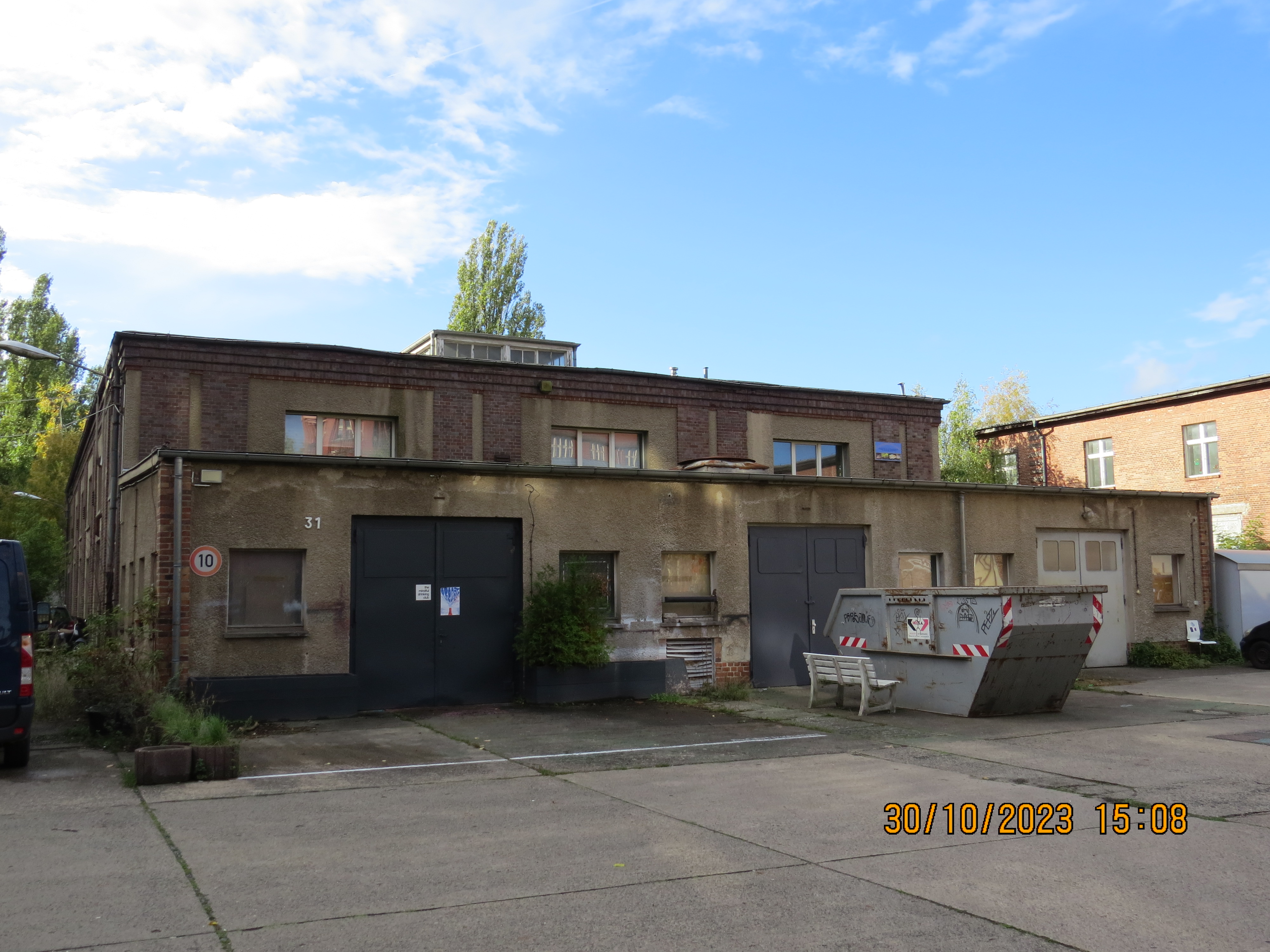
Garage mit Schießstand von Osten
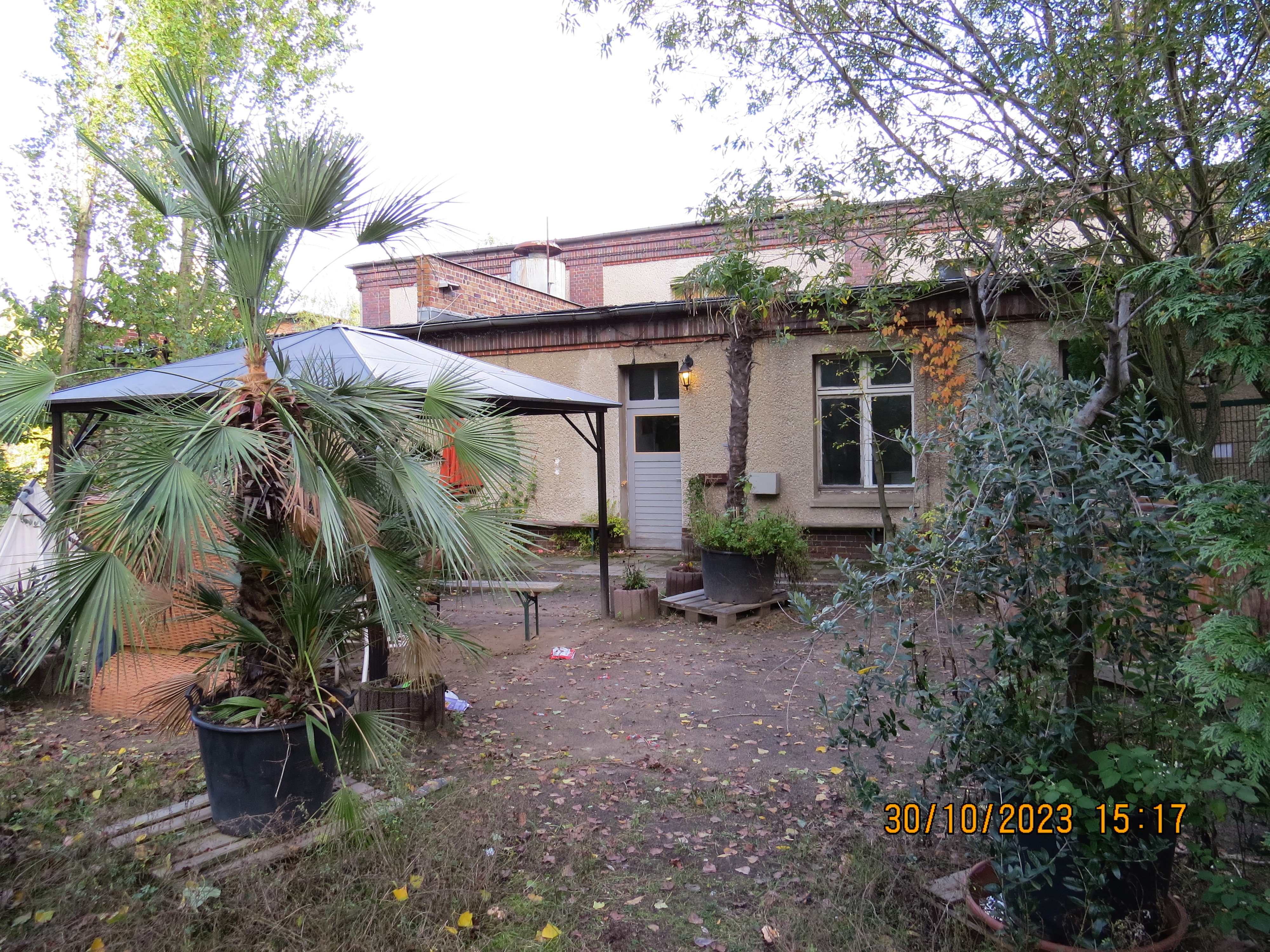
Garage von Westen, teilweise genutzt von einem Bistro
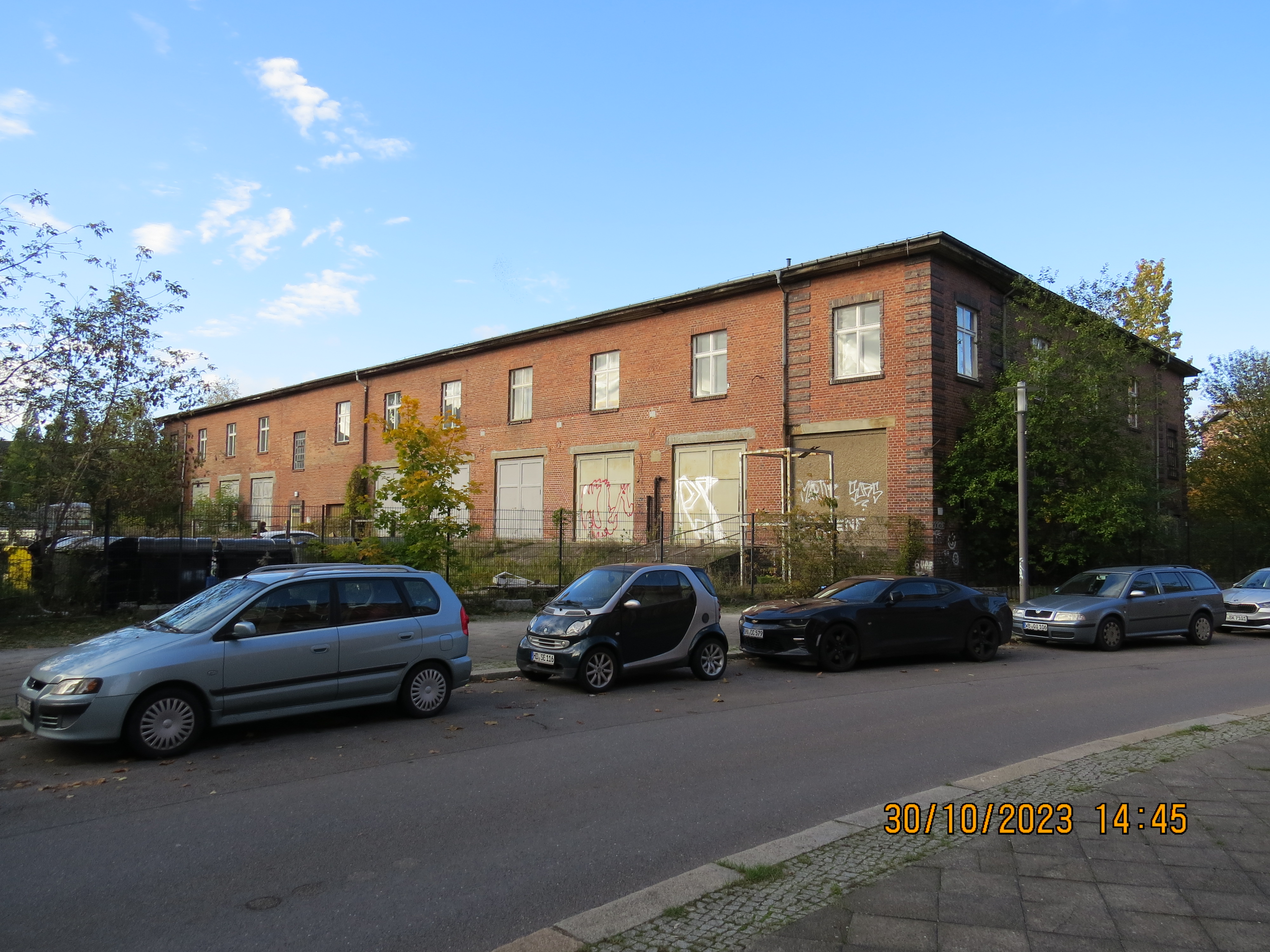
Verladestation
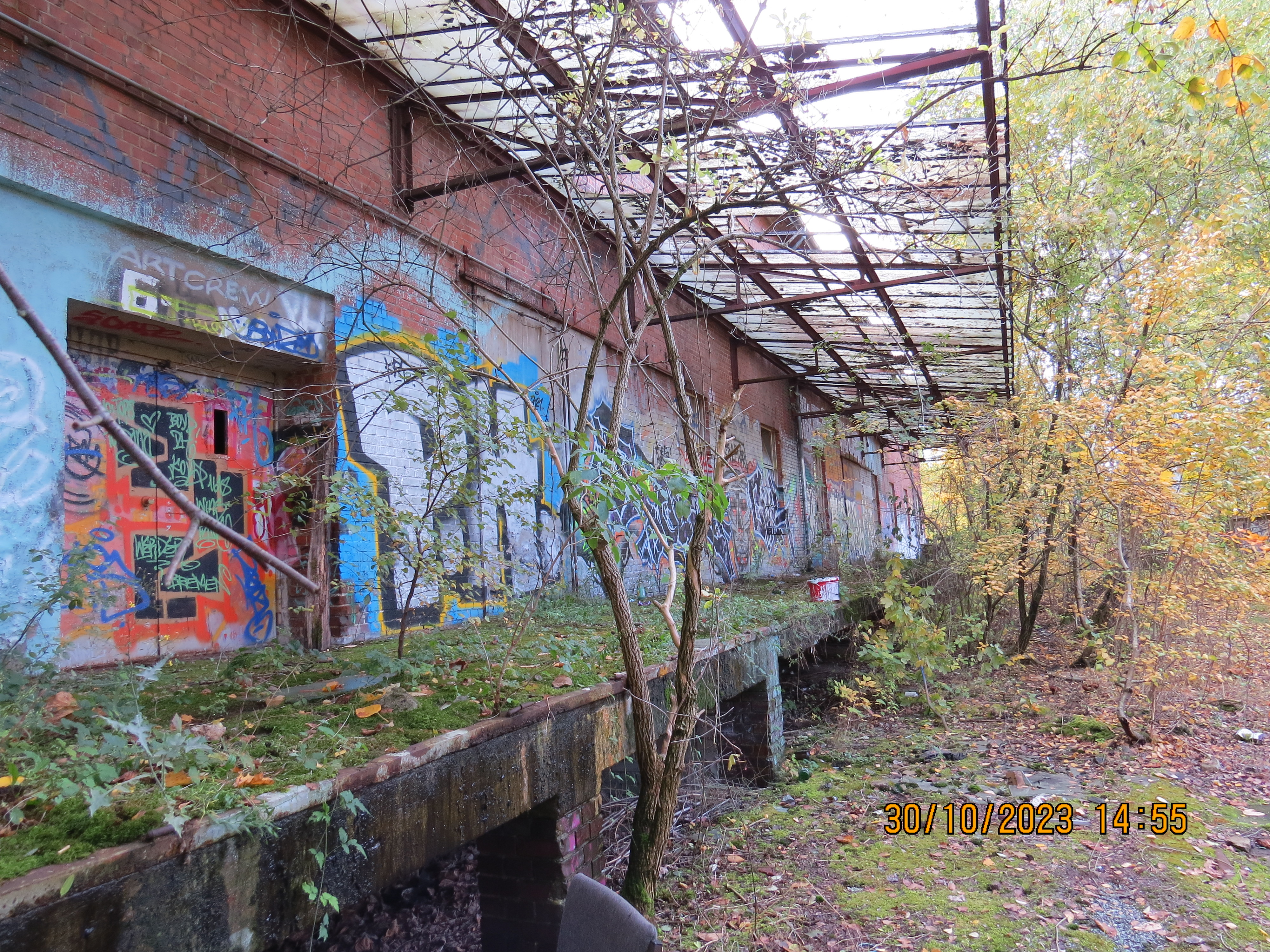
Verladestation, von Nordosten
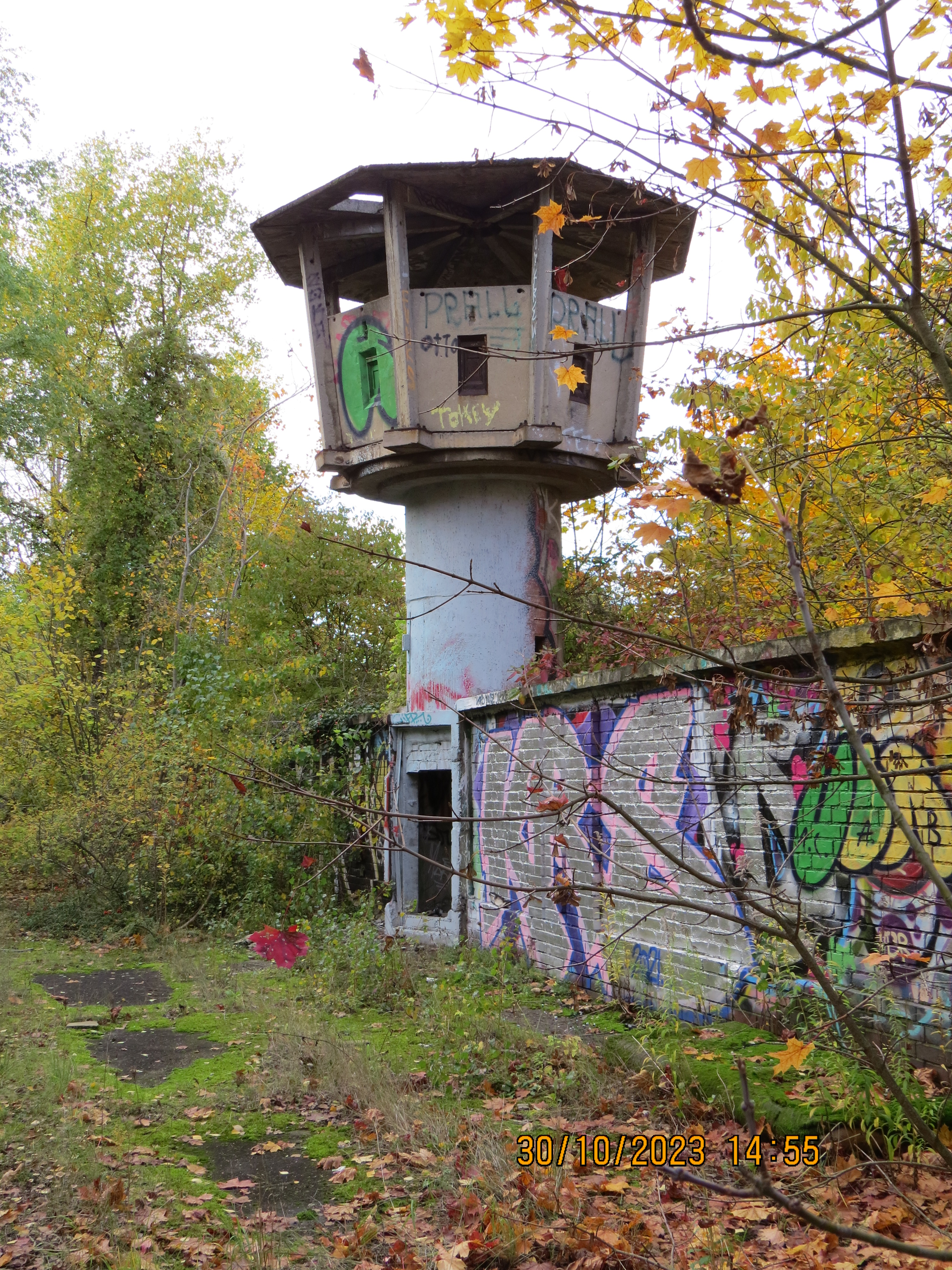
Mauer mit Wachturm

Weitere Elemente auf dem Gelände
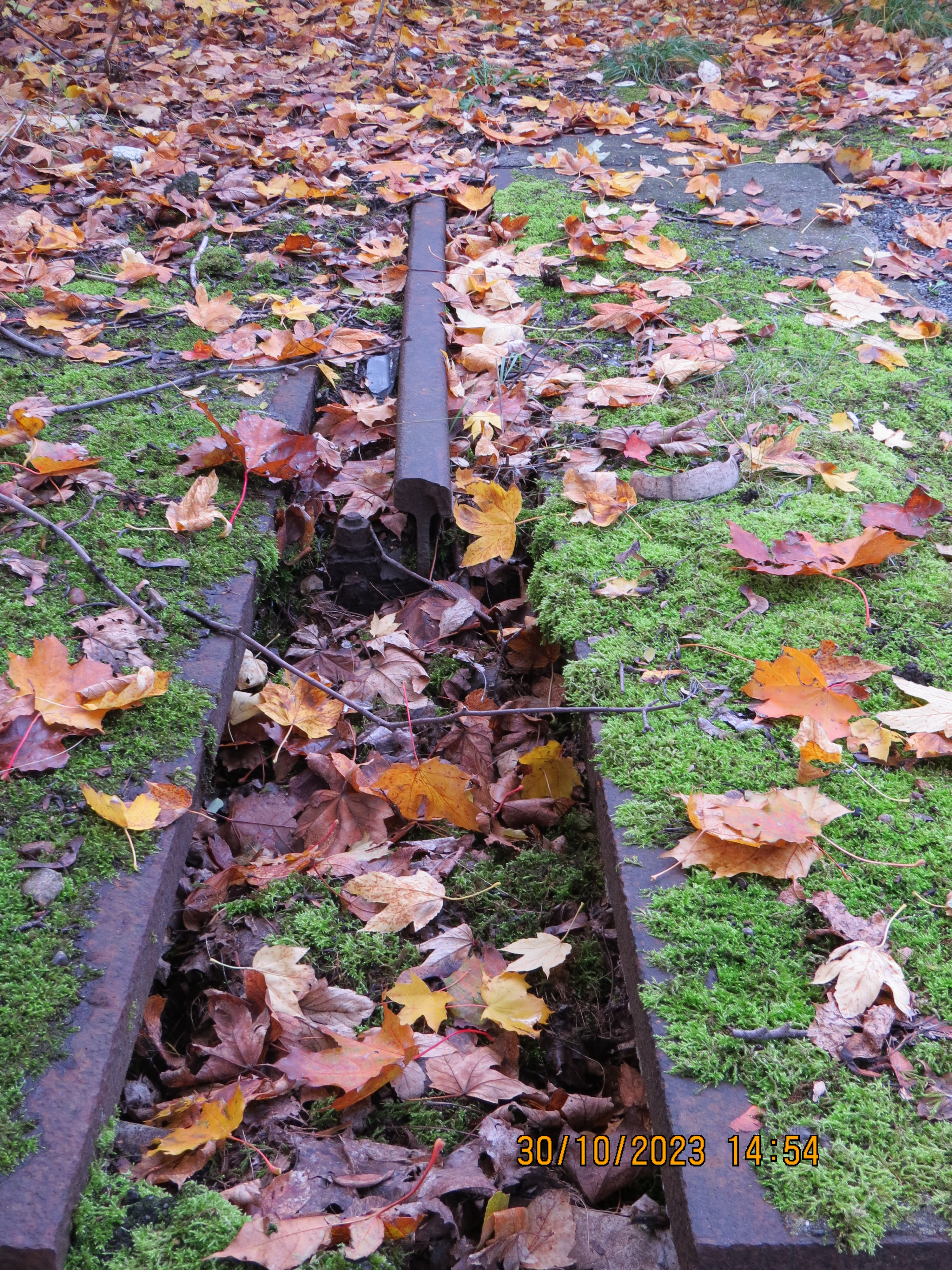
Schienenstück
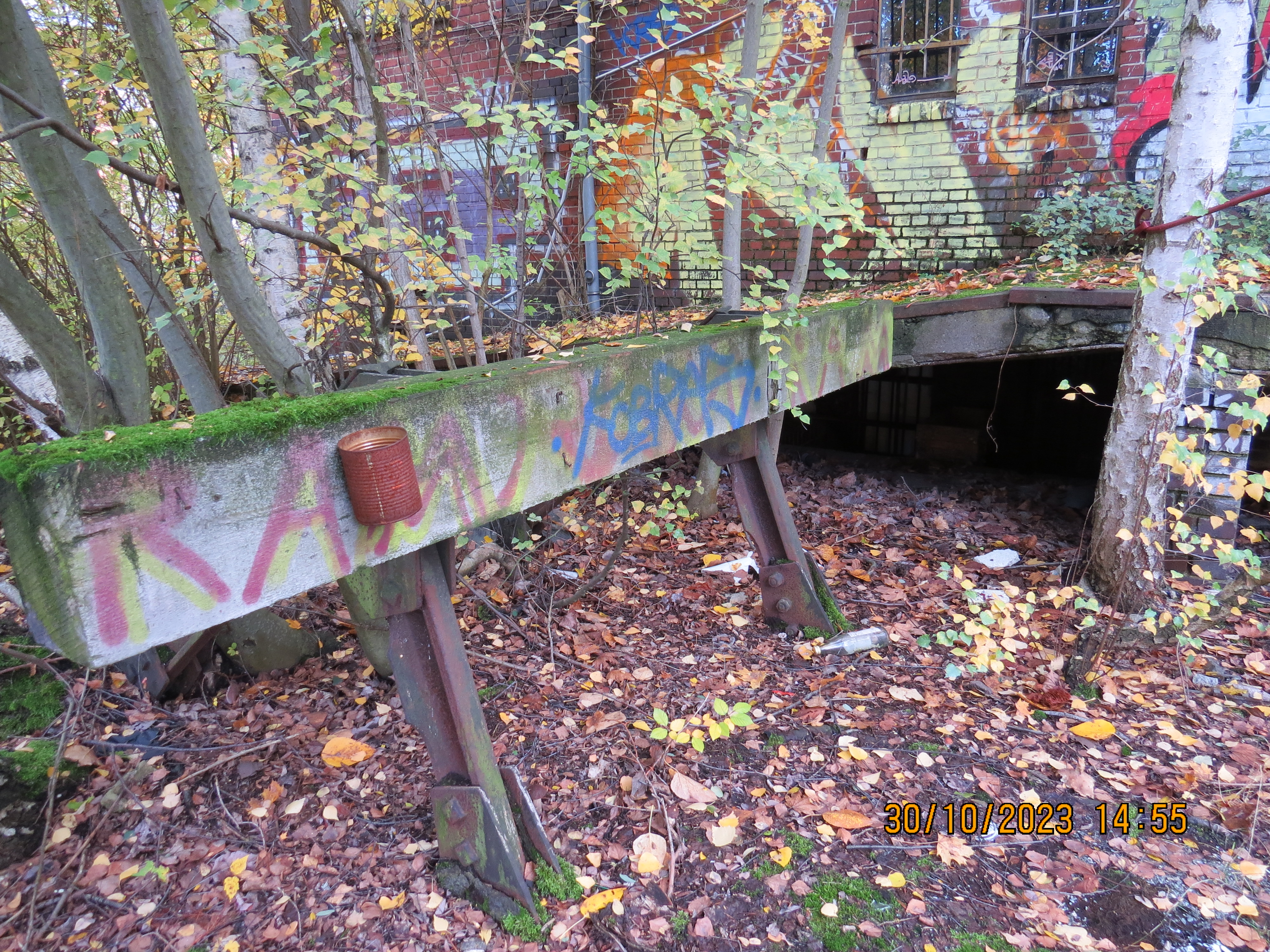
Prellbock
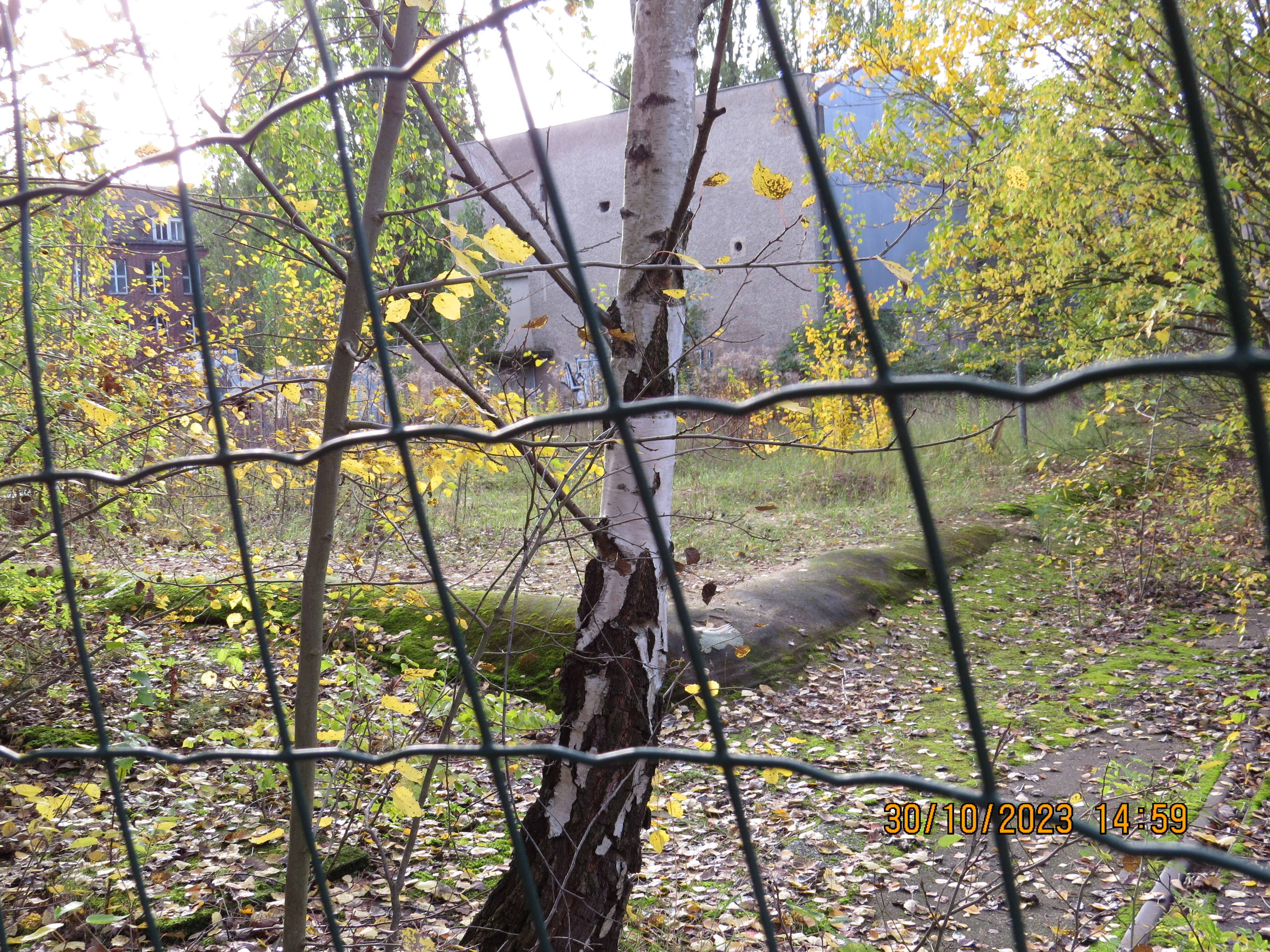
Bunker
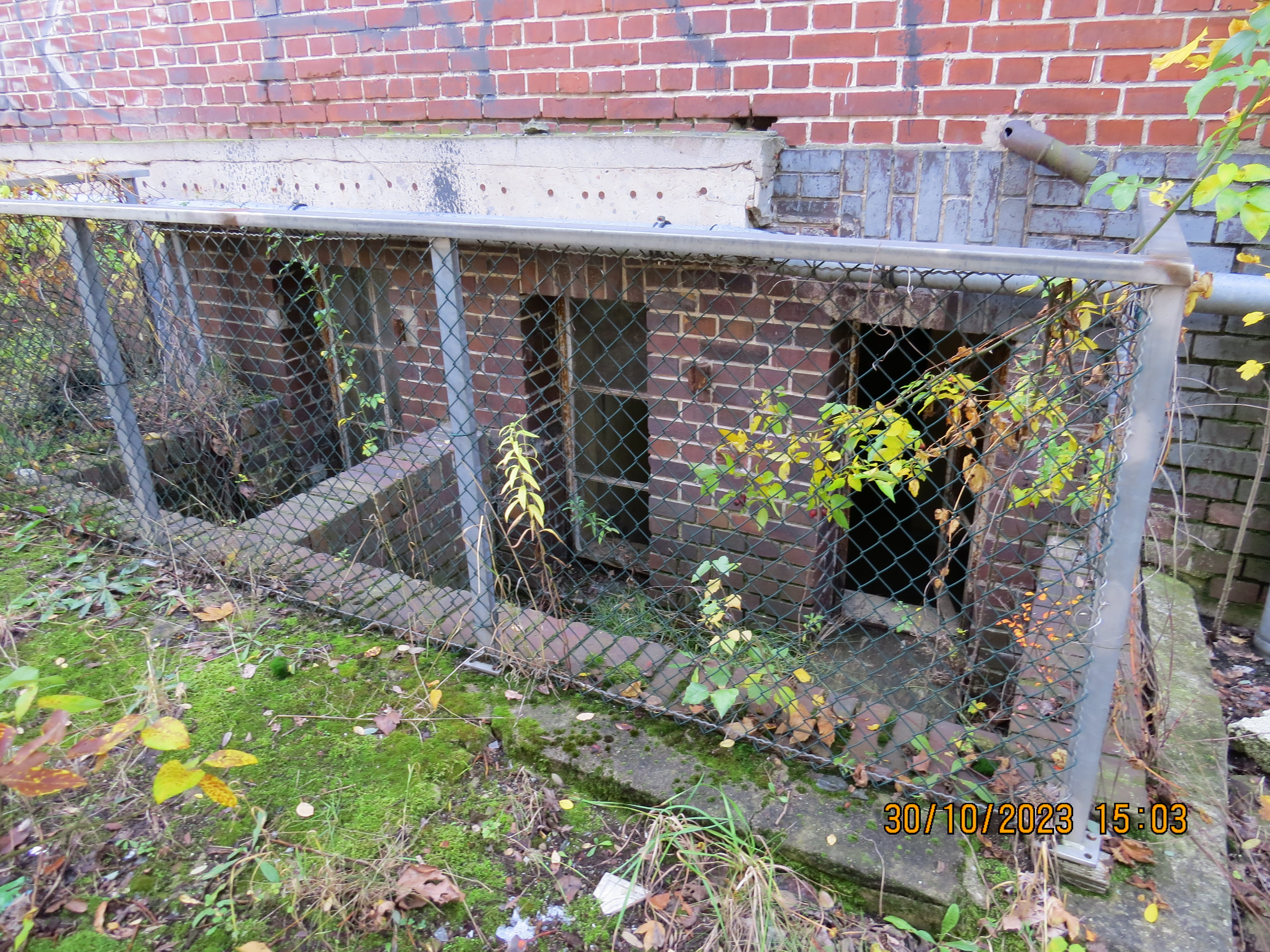
Kellerbuchten
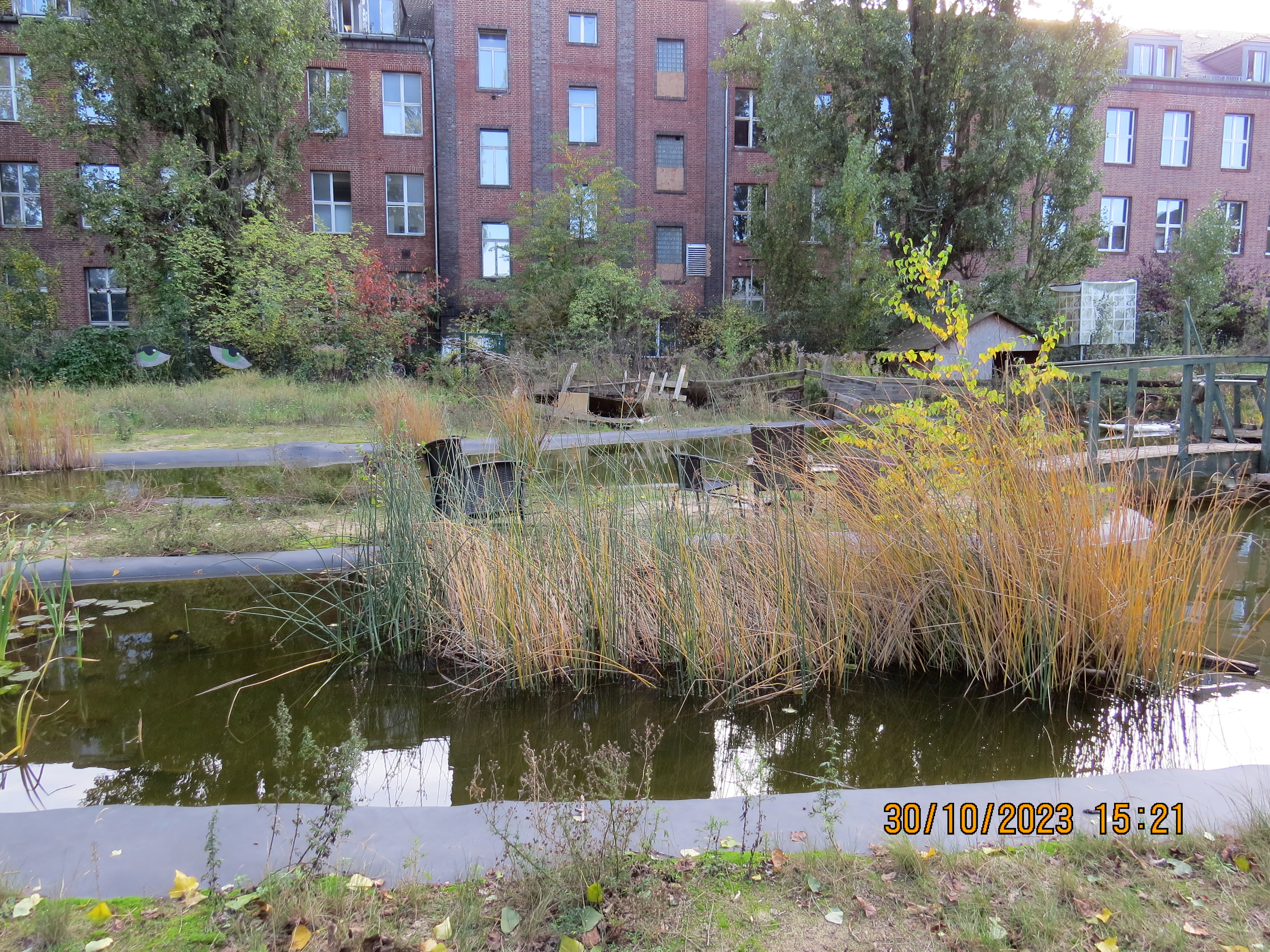
Teiche
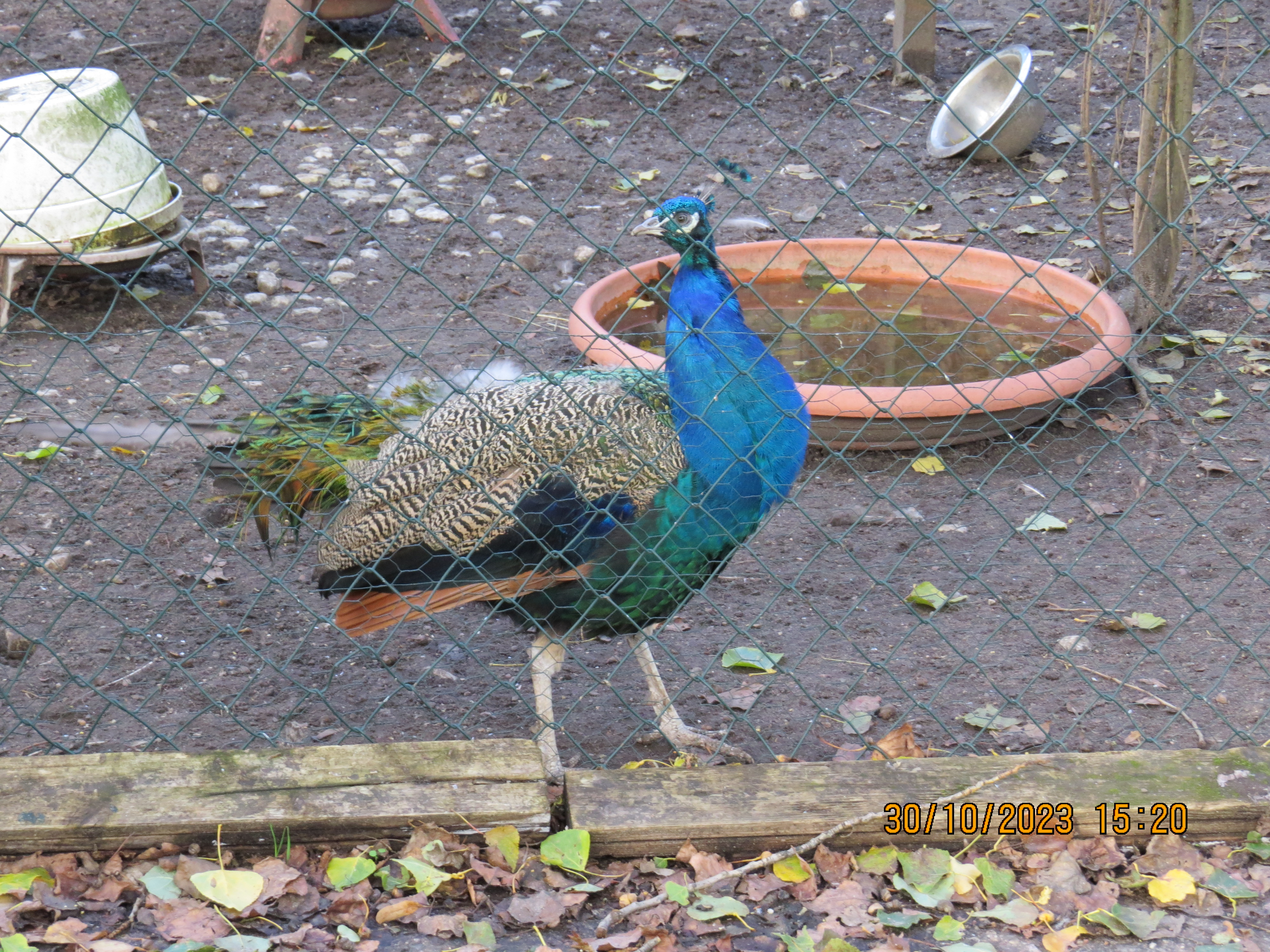
Fasanengehege